# Régiments d'infanterie français d'Ancien Régime (R)
Cet article présente la liste des régiments d'infanterie français d'Ancien Régime, commençant par la lettre R.

## R
- Régiment de Rabat

Ce régiment est levé le 20 janvier 1639 par N. de Rabat dans le cadre de la guerre franco-espagnole. Il sert en Navarre et en Roussillon. Il prend le nom de régiment de Pontcourlay après avoir été donné en 1641 à N. de Pontcourlay.
- Régiment de Rabutin

Ce régiment est levé à Paris le 4 août 1636 par Roger de Bussy-Rabutin dans le cadre de la guerre de Trente Ans. Il participe à la reprise de Corbie et est licencié après la campagne de 1636.
- Régiment de Ragny

Le régiment est levé le 3 mars 1622 par N. de Ragny pour participer à la répression de la première rébellion huguenote. Il fait le siège de Montpellier puis il est licencié le 14 février 1623 après la paix de Montpellier.
- Régiment de Rahn 

Ce régiment suisse, sous le commandement du colonel, Jean-Jacques Rahn, de Zurich est admis au service de France en février 1642 pour participer à la guerre de Trente Ans. Affecté à l'armée de Picardie, il prend le nom de régiment de Lochmann après avoir été donné en 1648 à Jean-Henri Lochmann, de Zurich.
- Régiment de Rambures

C'est l'ancien régiment de Balagny (1595-1612), qui est renommé « régiment de Rambures » en 1612 et qui prend le nom de régiment d'Ile-de-France (1636-1638) en 1636. Il reprend le nom « régiment de Rambures » en 1638 puis il prend le nom de régiment de Feuquières en 1676.

Régiment de Rambures
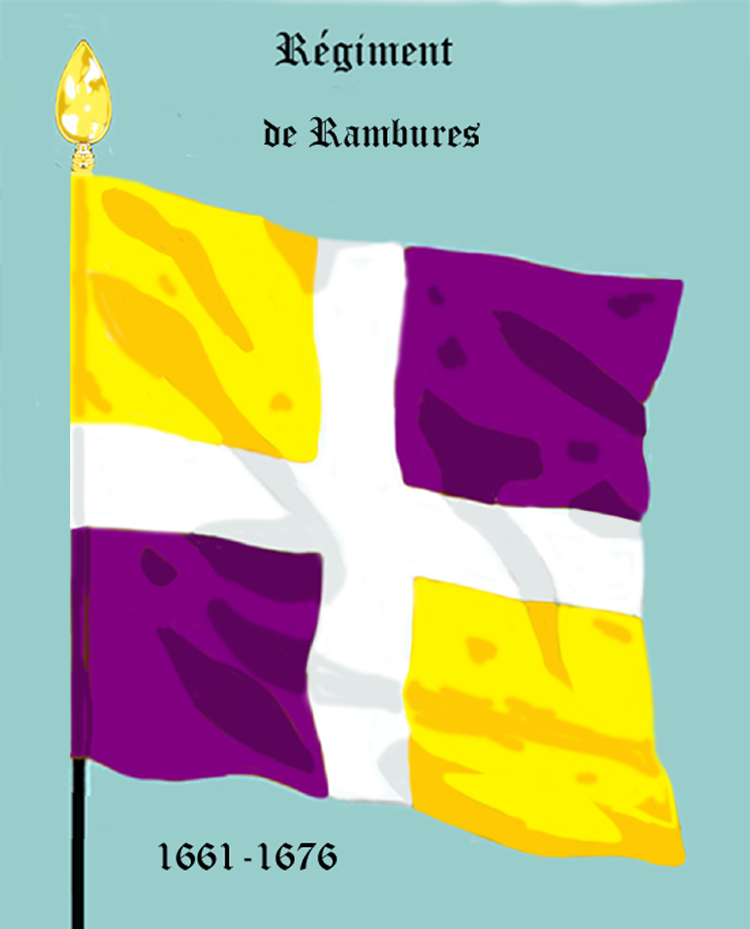
de 1661 à 1676

- Régiment de Rangoni 

Ce régiment italien est levé le 15 septembre 1705, par N. Rangoni avec des milices du Modenais. Engagé dans la guerre de Succession d'Espagne il est licencié le 9 octobre 1706
- Régiment de Rantzaw 

Ce régiment allemand est levé le 11 mai 1635 par Josias comte de Rantzaw, dans le cadre de la guerre de Trente Ans. Affecté à l'armée d'Allemagne le régiment est envoyé, en 1635, au secours de Colmar et d'Haguenau puis au siège de Dôle en 1636. Réformé en 1638, il est rétabli le 10 décembre 1644 sous le titre de régiment Royal-Allemand.
- Régiment de Rasilly (1636-1658)

C'est l'ancien régiment de Périgord, qui, après avoir été donné à Charles, marquis de Rasilly est renommé « régiment de Rasilly » le 20 décembre 1636. Il se trouve aux sièges de Landrecies, de Maubeuge et de La Capelle en 1637, aux prises de Saint-Omer et de Renty en 1638 et au siège et bataille de Thionville en 1639, puis il est en garnison à Haguenau de 1639 à 1647. Affecté à l'armée de Catalogne en 1647, il rejoint l'armée de Picardie en 1648 avec laquelle il participe à la bataille de Lens. Il rejoint l'armée de Guyenne en 1652 puis l'armée de Picardie en 1654. Le régiment est licencié en décembre 1658.
- Régiment de Rasilly (1707-1714)

C'est l'ancien régiment de Lostanges (1702-1707), qui prend le nom de « régiment de Rasilly » après avoir été donné en juin 1707 à N. de Rasilly. Engagé dans la guerre de Succession d'Espagne, il sert dans les garnisons jusqu'à la paix et il est licencié en 1714.
- Régiment de Rattweil 

Ce régiment allemand est levé le 26 décembre 1643 par N. Rattweil, dans le cadre de la guerre de Trente Ans. Il participe au siège de Gravelines. Il prend le nom de |régiment de Lameth après avoir été donné la même année à François, vicomte de Lameth.
- Régiment de Raukoupk 

C'est l'ancien régiment de Margraf, qui est renommé « régiment de Raukoupk » après avoir été donné à N. de Raukoupk en 1646. Il est licencié le 24 octobre 1648.
- Régiment de Rauzan

C'est l'ancien régiment de Lorges, qui, après avoir été donné à Louis de Durfort, comte de Rauzan, est renommé « régiment de Rauzan » en 1665 et qui prend le titre de régiment du Duc d'Anjou en 1670. Le 20 janvier 1670 il reçoit l'incorporation du régiment du Duc d'Anjou (1647-1661).
- Régiment de Ravenel

C'est l'ancien régiment de Zillard, qui est renommé « régiment de Ravenel » après avoir été donné le 2 janvier 1647 à Jacques de La Rivière de Ravenel. Dans le cadre de la guerre de Trente Ans, il participe au siège de La Bassée en 1647, au siège d’Ypres et à la bataille de Lens en 1648, aux sièges de Cambrai et de Condé en 1649. En 1650, le régiment suit le parti des frondeurs du prince de Condé et il est cassé 30 novembre 1652.
- Régiment de Raymond

C'est l'ancien régiment de Chémerault, qui est renommé « régiment de Raymond » en 1649 et qui prend le titre de régiment d'Estrades en 1651.
- Régiment de Rébé

Le régiment est levé le 3 octobre 1634 par N. baron de Rébé dans le cadre de la guerre de Trente Ans. Affecté à l'armée de Lorraine, il participe aux sièges de La Mothe et de Bitche en 1634 puis au secours de Mayence en 1635 avant de servir en Bourgogne en 1636 dans le cadre de la guerre de Dix Ans. Le mestre de camp meurt en 1637 et est remplacé par son fils. Le régiment est affecté à l'armée d'Allemagne en 1638, à l'armée de Franche-Comté en 1639 puis à l'armée de Catalogne en 1642 avec laquelle il se trouve à la bataille de Lérida puis au siège de Roses en 1645, au siège de Lérida en 1646 et à celui de 1647. Il reste en Catalogne jusqu'à la paix et il est licencié le 12 décembre 1659.
- Régiment de Reichrode 

Ce régiment allemand de dix enseignes qui est amené en 1558 en Picardie par le colonel Reichrode dans le cadre de la onzième guerre d'Italie est licencié la même année.
- Régiment de Reding (1585-1588) 

Ce régiment suisse est appelé en mai 1585, dans le cadre de la huitième guerre de Religion et commandé par Rodolphe Reding, de Schweitz. En 1585, il sert en Guyenne et Provence. En 1586 il participe au siège de Chorges. Il est congédié en janvier 1588.
- Régiment de Reding (1705-1715) 

Ce régiment allemand est levé le 3 mars 1705 par Jean-François, chevalier de Reding de Bibberegg. Engagé dans la guerre de Succession d'Espagne, il sert dans l'armée des Alpes et participe au blocus de Montmélian. Il prend le nom de régiment de Loumagne après avoir été donné à la fin de 1706 à N. de Loumagne. Il reprend le nom de « régiment de Reding » après avoir été donné le 16 février 1707 à Dominique, baron de Reding de Bibberegg. Dans le cadre de la guerre de Succession d'Espagne, il se trouve en Espagne et participe au siège de Carthagène, à la bataille d'Almansa, aux prises de Mequinença et de Lérida en 1707, au siège de Tortose en 1708, à la défense de Balaguer en 1709 ou il y est fait prisonnier. Échangé la même année, il se trouve aux de Gérone (ca) en 1710 et 1711 et au siège de Barcelone en 1714. Il est incorporé le 10 juin 1715 dans le régiment Royal-Bavière.

Régiment de Reding (1756-1763)
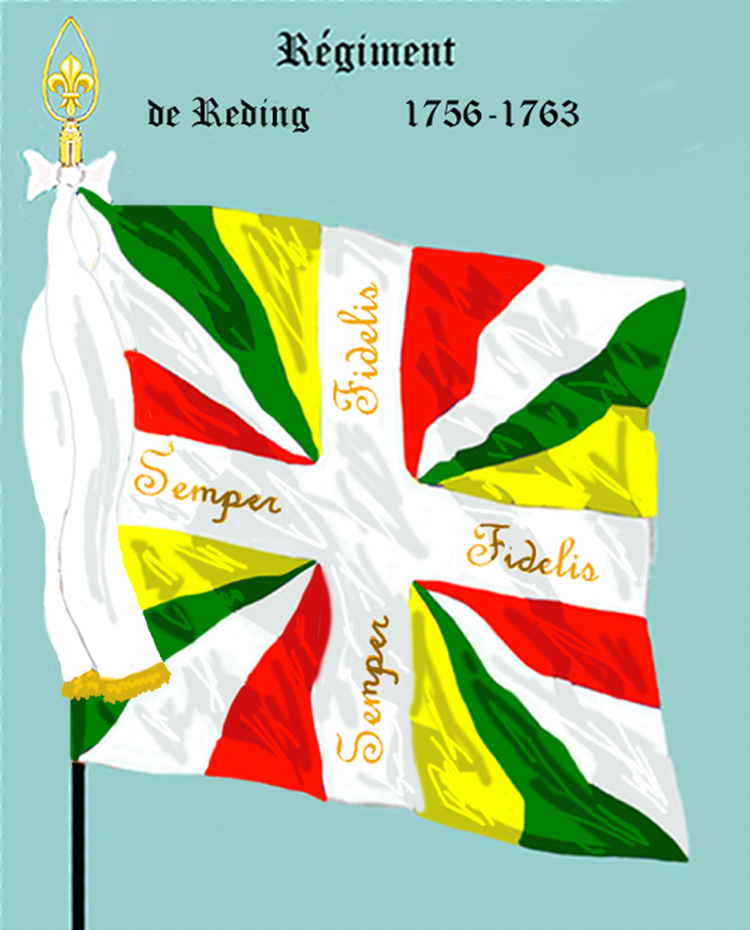
de 1756 à 1763

C'est l'ancien régiment de Monnin, qui est renommé « régiment de Reding » le 20 mars 1756 et qui prend le nom de régiment de Pfiffer (1763-1768) le 1er juillet 1763.
- Régiment de Reding (1756-1763)
- de 1756 à 1763

- Régiment de Reifberg 

Dans le cadre de la dixième guerre d'Italie, le colonel Reifberg conduit en 1553 un régiment de lansquenets allemands, qui comptait dix enseignes, à l'armée de Picardie. Ce régiment passe en 1556 en Piémont avant de revenir en Picardie en 1558 et d'être congédié après la paix du Cateau-Cambrésis en 1559.
- Régiment de Remolles

Le régiment est formé en 1561, à Orléans avec douze enseignes des vieilles bandes du Piémont, par Jacques de La Tour, seigneur de Remolles . Dans le cadre de la première guerre de Religion il participe en 1562 au siège de Rouen et à la bataille de Dreux. Envoyé en Provence il est cassé le 19 mars 1563.
- Régiment de Rennes

C'est un régiment provincial qui est créé par ordonnance du 4 août 1771, en remplacement des milices provinciales. Ce régiment est formé des bataillons de Rennes et de Dinan sous le commandement Pierre Georges de Vaucouleurs, marquis de Lanjamet. Le régiment est supprimé par ordonnance du 15 décembre 1775 qui fait disparaître les troupes provinciales.
- Régiment du Repaire

C'est l'ancien régiment de Brassac, qui est renommé « régiment du Repaire » en 1635 après avoir été donné à N. de Brassac du Repaire. Le mestre de camp est tué en 1638, devant le château d'Autrey-lès-Gray en Bourgogne, et le régiment se disperse.
- Régiment de Resnel (1615-1616)

Ce régiment est levé le 15 août 1615, par N. marquis du Resnel. Il sert dans le Bassigny et est licencié le 6 mai 1616 à la paix de Loudun.
- Régiment de Resnel (1695-1698)

Ce régiment est levé le 1er novembre 1695 par Jean-Baptiste-Louis de Clermont d'Amboise, marquis de Resnel. Engagé dans la guerre de la Ligue d'Augsbourg, il est affecté à l'armée de Flandre et est réformé le 30 décembre 1698 après la paix.
- Régiment de Restinclières

C'est l'ancien régiment de Puyserguier, qui, donné à N. de Saint-Bonnet de Restinclières, en 1633, est renommé « régiment de Restinclières ». Il participe à la campagne de Lorraine de 1633 et est licencié la même année.
- Régiment de Retz

Ce régiment est levé en 1619, pour la Reine-Mère, Marie de Médicis, par Pierre de Gondi, duc de Retz. En 1620, il participe à la défense des Ponts-de-Cé et est licencié le 13 août 1620.
- Régiment de Revel (1654-1659)

C'est l'ancien régiment de Maisonneuve, qui est renommé « régiment de Revel » le 26 mai 1654, après avoir été donné à Charles-Amédée de Broglio, comte de Revel. Il est licencié le 12 décembre 1659.

Régiment de Revel (1742-1745)
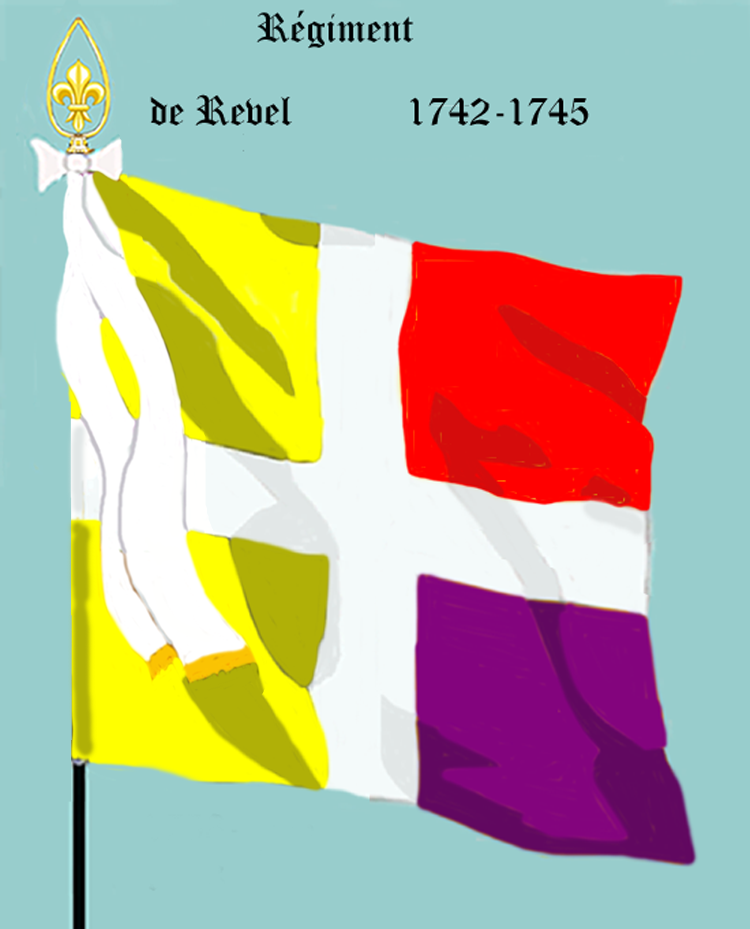
de 1742 à 1745

C'est l'ancien régiment de Puyguyon, qui est renommé « régiment de Revel » le 9 août 1742 et qui prend le nom de régiment de Talaru (1745-1758) le 2 janvier 1745.
- Régiment de Revel (1742-1745)
- de 1742 à 1745

- Régiment de Reynell 

Ce régiment anglais, est levé le 20 juin 1653 par N. Reynell, dans le cadre de la guerre franco-espagnole. Affecté à l'armée de Flandre, il est incorporé le 6 janvier 1657 dans le régiment Royal-Irlandais.
- Régiment de Reynet

Le régiment est levé le 10 février 1641 par N. de Reynet dans le cadre de la guerre de Trente Ans. Il est envoyé à l'armée d'Italie, avec lequel il participe au siège de Tortone en 1642. Il est licencié après cette campagne.
- Régiment de Reynold (1648-1653) 

C'est l'ancien régiment de Praromann), qui est renommé « régiment de Reynold » après avoir été donné en 1648 à Jean-Antoine Reynold. Il est licencié en 1653.
- Régiment de Reynold (1692-1702) 

C'est l'ancien régiment de Porlier, qui est renommé « régiment de Reynold » le 30 septembre 1692 et qui prend le nom de régiment de Castellas (1702-1722) le 25 juin 1702.

Régiment de Reynold (1692-1702)
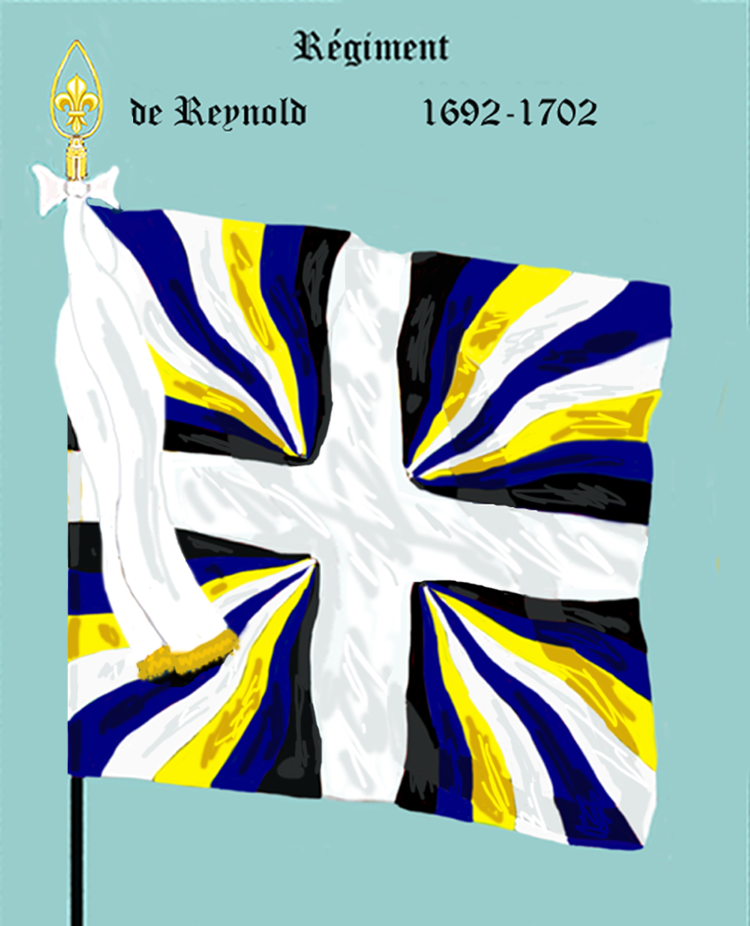
de 1692 à 1702

- Régiment de Rheinach (1542-1542) 

Le colonel Rheinach amène en 1542, à l'armée de Picardie, un régiment de 4 000 lansquenets allemands.
- Régiment de Reinach 

C'est l'ancien régiment de Schonau, qui est renommé « régiment de Reinach » après avoir été donné le 22 juillet 1786 à François Sigismond Philippe, baron de Reinach-Steinbrunn. Le « régiment de Reinach » est devenu depuis la Révolution le 100e régiment d'infanterie de ligne.

Régiment de Reinach
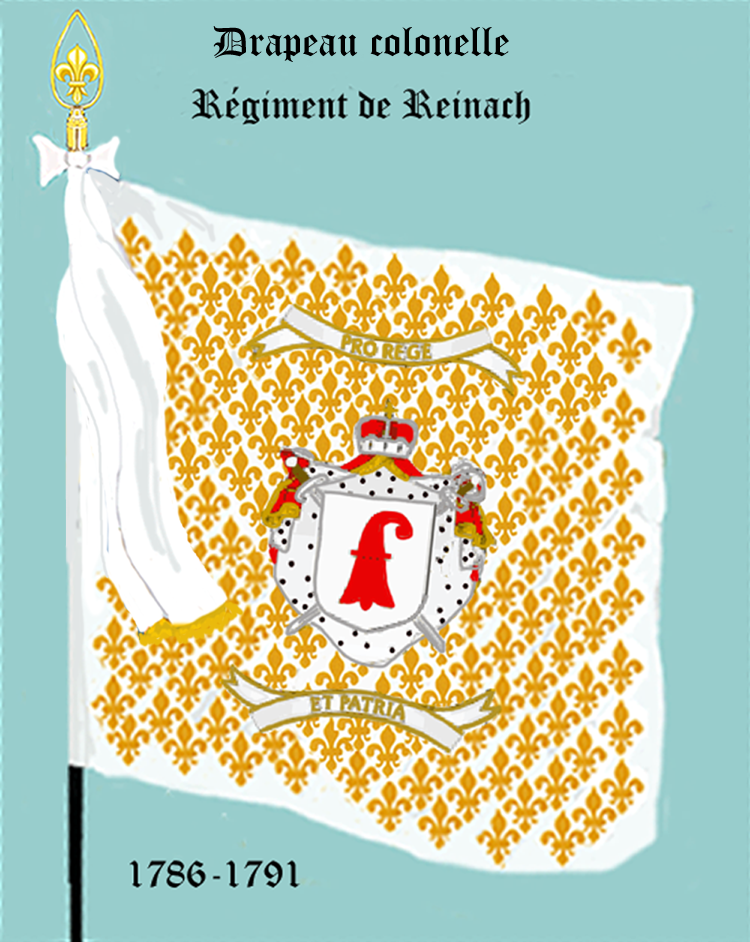
drapeau colonel de 1786 à 1791
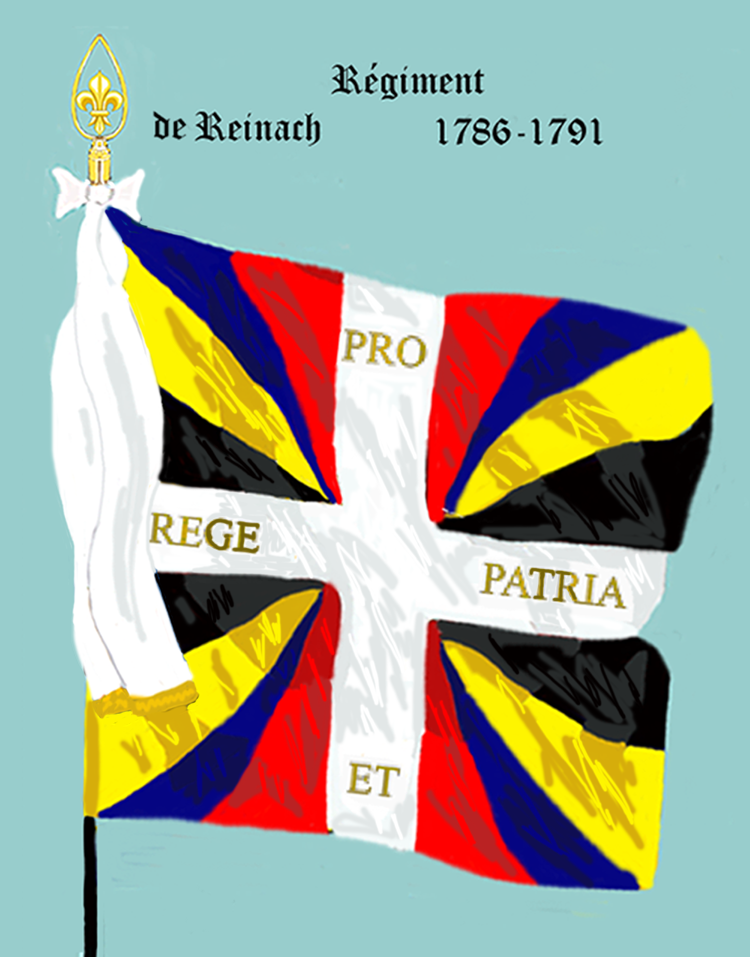
de 1786 à 1791

- Régiment de Rheingraff 

Ce régiment allemand passe le 1er février 1707 de la solde de l'Espagne à celle de France. Engagé dans la guerre de Succession d'Espagne et sert dans l'armée de Flandre. Il prend le nom de régiment d'Houdenhoe après avoir été donné en 1708 à N. baron d'Houdenhoe.
- Régiment de Rheingrave 

Le comte de Rheingrave amène en 1552, un régiment de 8 000 lansquenets allemands pour l'expédition de Lorraine. Ce régiment sert en 1553 en Picardie, passe en Piémont en 1556 et est congédié en 1558. Rappelé 21 mai 1562, lors de la première guerre de Religion, il participe cette année là aux sièges de Bourges et de Rouen ainsi qu'à la bataille de Dreux. En 1563, après avoir participé au siège d'Orléans, il est congédié 19 mars 1563.
- Régiment de Rhom 

Ce régiment allemand est levé le 6 janvier 1645 par N. de Rhom dans le cadre de la guerre franco-espagnole. Envoyé à l'armée de Catalogne il participe au siège de Roses en 1645 puis au premier et au deuxième siège de Lérida en 1646 et 1647. Il est licencié le 24 octobre 1648.
- Régiment de Ribérac (1621-1629)

Ce régiment est levé le 7 juillet 1621 par N. de Riéerac, dans le cadre de la répression organisée contre les Huguenots. En 1621, il participe au siège de Monheurt puis en 1622 aux sièges de Tonneins, de Sainte-Foy et au blocus de La Rochelle. En 1627 et 1628 il se trouve au siège de La Rochelle puis il est envoyé en 1629 en Piémont pour participer à la guerre de Succession de Mantoue. Il est licencié après la campagne de 1629.
- Régiment de Ribérac (1710-1714)

C'est l'ancien régiment de Barville (1704-1710), qui prend le nom de « régiment de Ribérac » en 1704 après avoir été donné à N. de Barville. Engagé dans la guerre de Succession d'Espagne il sert en Catalogne. Il est licencié en 1714, après la paix.
- Régiment de Riberpré (1650-1659)

Le régiment est levé le 18 décembre 1650, pour le cardinal Mazarin, par Charles de Moy de Riberpré. Il participe à l'attaque des lignes d'Arras en 1654, au siège de Montmédy en 1657, et au siège de Gravelines en 1658. Il est incorporé le 11 février 1659 dans le régiment de Mazarin-Français (1659-1661).
- Régiment de Riberpré (1658-1659)

Ce régiment est levé le 4 décembre 1658, dans le cadre de la guerre franco-espagnole, Charles de Moy, marquis de Riberpré, pour tenir garnison à Ham. Il est licencié le 12 décembre 1659.
- Régiment de Richebourg

Le régiment est levé le 7 mai 1702 par N. de Richebourg. Engagé dans la guerre de Succession d'Espagne il sert à l'armée de Flandre. Il prend le nom de régiment de Barville (1704-1710) en 1704 après avoir été donné à N. de Barville.
- Régiment de Richelieu (1561-1563)

Ce régiment est formé en 1561 à Orléans, par François du Plessis, seigneur de Richelieu, avec une partie des vieilles bandes de Picardie. Le régiment est cassé le 1er août 1563 et quatre enseignes entrent dans la composition de la Garde du Roi. Ce régiment est l'origine des Gardes Françaises.
- Régiment de Richelieu (1568-1575)

Formé en septembre 1568 par Henri du Plessis de Richelieu, dans le cadre de la troisième guerre de Religion, le régiment est mis en garnison à Saumur et licencié le 8 août 1570 après la paix de Saint-Germain-en-Laye. Rétabli le 1er mars 1574, pour la cinquième guerre de Religion, il participe au siège de Fontenay-le-Comte et est licencié après la campagne de 1575.
- Régiment de Richelieu (1615-1616)

Levé le 15 août 1615 par François du Plessis de Richelieu, il fait partie de l'armée du maréchal de Boisdauphin et est licencié le 6 mai 1616 après la paix de Loudun.
- Régiment de Richelieu (1657-1657)

Levé le 20 février 1657 par N. duc de Richelieu, pendant la guerre franco-espagnole, le régiment sert en Artois et est licencié la même année.
- Régiment de Richelieu (1718-1738)

C'est l'ancien régiment de Leuville, qui est renommé « régiment de Richelieu » en 1718. Le régiment se trouve au camp d'Aimeries-sur-Sambre en 1732. Il prend le nom de régiment de Rohan en 1738.

Régiment de Richelieu (1718-1738)
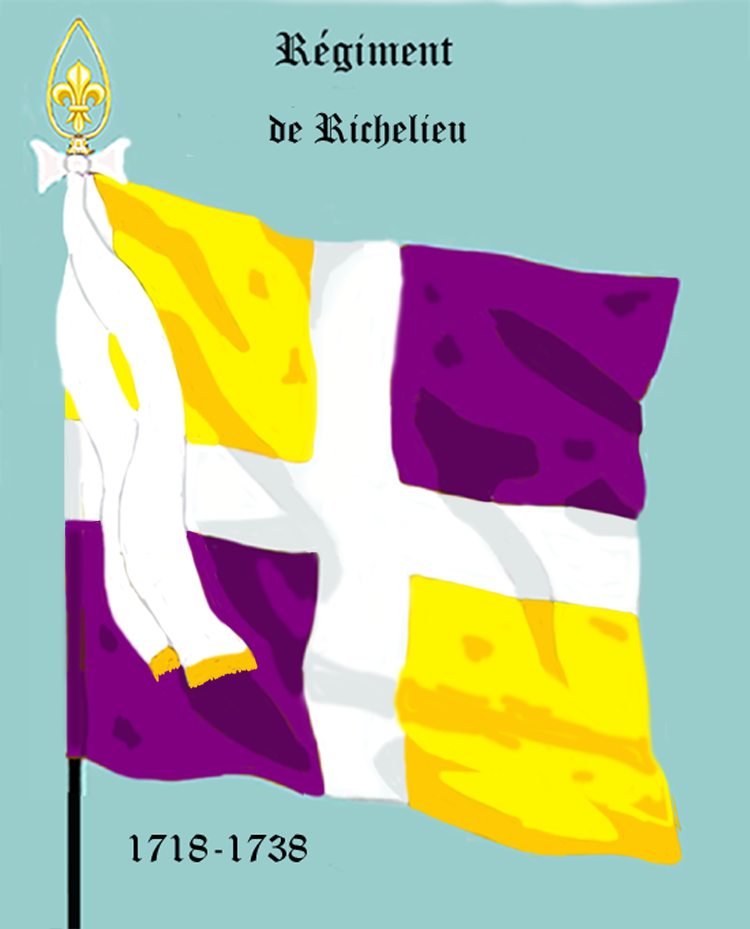
de 1718 à 1738

- Régiment de Rieux

Le régiment est formé en Languedoc, par ordre du 14 août 1562, par François de La Jugie, comte de Rieux dans le cadre de la première guerre de Religion. Après avoir participé au siège de Rouen et à la bataille de Dreux en 1562, il se trouve l'année suivante aux sièges d'Orléans et du Havre alors occupée par les Anglais. Le régiment est licencié le 1er août 1563, après la paix d'Amboise. Rétabli 28 septembre 1567 pour la deuxième guerre de Religion, son colonel François de La Jugie, comte de Rieux est remplacé, en 1569, par Raymond de Cardaillac, seigneur de Sarlabous qui prend le nom de régiment de Sarlabous (1569-1570).
- Régiment de Rigaud

Ce régiment est levé le 2 avril 1590, dans le cadre de la huitième guerre de Religion, par le capitaine Rigaud. En 1590 le régiment participe à la défense de Corbeil. Après la prise de la ville il est passé tout entier au fil de l'épée par les ligueurs et les Espagnols.
- Régiment de Rivare 

C'est l'ancien régiment italien de Toiras, qui, après avoir été donné est au marquis de Rivare le 20 mars 1635. Le régiment, sous les ordres du mestre de camp lieutenant Boniface comte de Fassati, est licencié en 1640.
- Régiment de Roannez

Le régiment est levé le 2 novembre 1651 par Artus de Gouffier, duc de Roannez. Affecté à l'armée de Guyenne, il participe à l'expédition de Naples en 1654. Il est licencié en 1656.
- Régiment de Robecque 

Ce régiment wallon est levé le 24 octobre 1688 par Philippe-Marie de Montmorency, prince de Robecque dans le cadre de la guerre de la Ligue d'Augsbourg. Affecté à l'armée des Alpes, il se trouve à la bataille de Staffarde en 1690, et à la conquête de Nice en 1691. Il est donné le 13 décembre 1691 à Charles de Montmorency, prince de Robecque, frère du précédent. Il participe à la bataille de La Marsaille en 1693 et passe à l'armée du Rhin en 1696 et 1697. Engagé dans la guerre de Succession d'Espagne, il rejoint l'armée d'Allemagne en 1701 et assiste à la bataille de Friedlingen en 1702, au siège de Brisach en 1703 et y reste en garnison avant de rejoindre l'armée de Bavière en 1703. Fait prisonnier à la bataille d'Höchstädt en 1704, il prend le nom de régiment de Saint-Vallier (1704-1714) après avoir été donné le 26 octobre 1704 à N. de La Croix, comte de Saint-Vallier.
- Régiment de Rochebonne

C'est un régiment, formé en novembre 1568, dans le cadre de la troisième guerre de Religion, par N. de Rochebonne, gouverneur du Puy. Il est licencié le 8 août 1570 à la paix de Saint-Germain-en-Laye.

Régiment de Rochechouart (1731-1743)
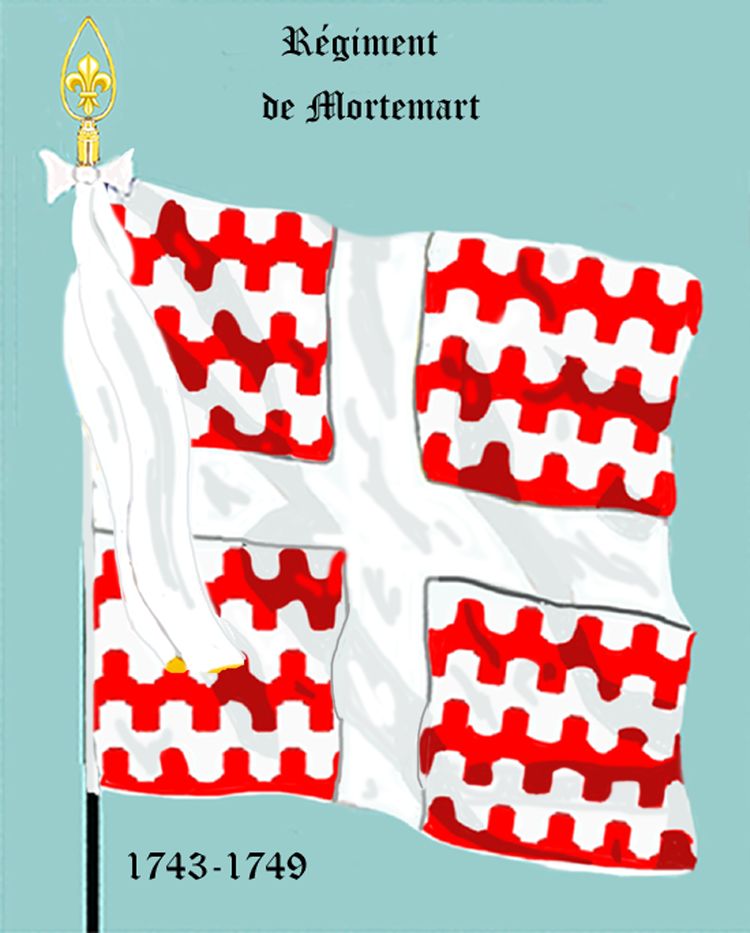
de 1731 à 1743

C'est l'ancien régiment de Tonnay-Charente, qui est renommé « régiment de Rochechouart » le 5 décembre 1731 après avoir été donné à Charles-Auguste, duc de Rochechouart. Engagé dans la guerre de Succession de Pologne, il participe au siège de Kelh en 1733 à l'attaque des lignes d'Ettlingen et au siège de Philippsburg en 1734, et à la bataille de Clausen en 1735. Il rejoint l'armée de Flandre en 1741, l'armée du Bas-Rhin en 1743, avec laquelle il se trouve à la bataille de Dettingen durant laquelle le colonel y est tué. Il prend le nom de régiment de Laval après avoir été donné le 22 août 1743 à Guy-André-Pierre de Montmorency, marquis de Laval.
- Régiment de Rochechouart (1731-1743)
- de 1731 à 1743

- Régiment de Rochechouart (1734-1743)

C'est l'ancien régiment de Louvigny (1712-1734), qui est renommé « régiment de Rochechouart » le 10 mars 1734 et qui prend le nom de régiment d'Aubeterre (1743-1745) le 6 mars 1743 après avoir été donné à Jean-Baptiste Charles Hubert Bouchard d'Esparbès de Lussan, chevalier d'Aubeterre.

Régiment de Rochechouart (1734-1743)
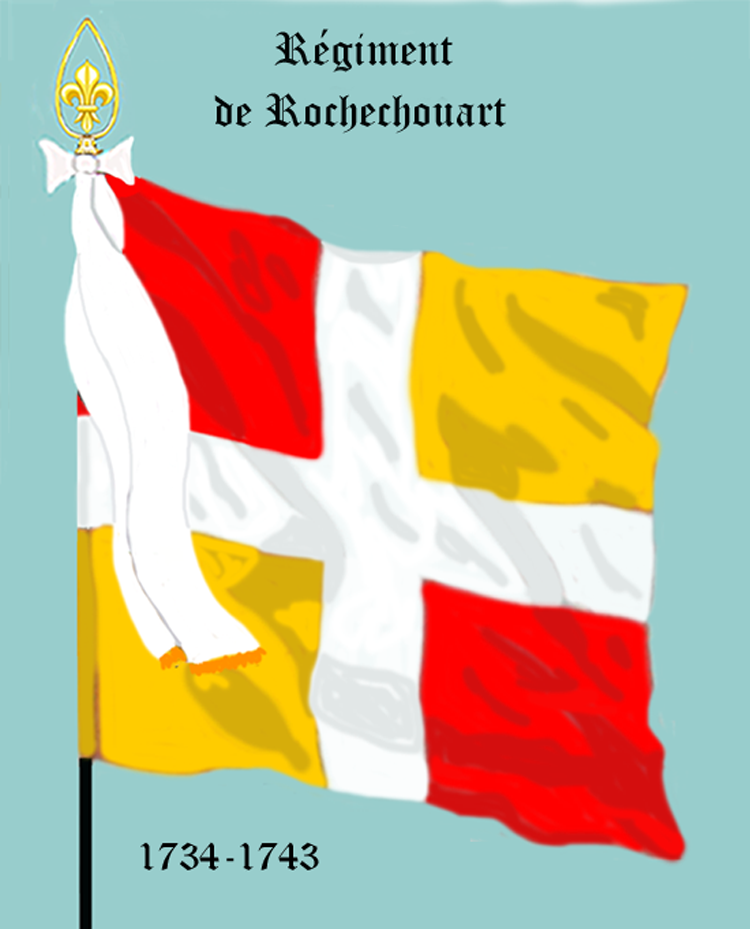
de 1734 à 1743

- Régiment de Rochefort (1709-1712)

C'est l'ancien régiment de Francheville, qui est renommé « régiment de Rochefort » après avoir été donné en 1709 à N. de Gassaut de Rochefort. Engagé dans la guerre de Succession d'Espagne, il prend le nom de régiment de Beauficel après avoir été donné en 1712 à N. de Beauficel.
- Régiment de Rochefort (1772-1774)

Ce régiment est créé le 18 février 1772, pour le service de la flotte et des ports, et formé de deux bataillons, chacun de neuf compagnies, dont une de bombardiers, une de canonniers et sept de fusiliers. Le 26 décembre 1774, le régiment est fondu avec les régiments de Bordeaux (1772-1774), de Bayonne, de Toulon, de Marseille, de Brest, de Saint-Malo et de Le Havre pour former le régiment d'infanterie du Corps Royal de La Marine. Le régiment avait habit bleu de roi, doublure, veste et culotte blanches, poches en travers garnies de trois boutons, manches en botte avec trois boutons; boutons blancs, galon jaune au chapeau, collet du parement et du revers, vert de mer.
- Régiment de Rochepère

C'est l'autre nom du régiment de La Couronne (1638-1661).
- Régiment de Rockendorf 

Dans le cadre de la dixième guerre d'Italie, le comte Rockendorf conduit en 1553 un régiment de lansquenets allemands, qui comptait dix enseignes, à l'armée de Picardie. Il est congédié après le siège de Thionville en 1558. Rappelé en 1562, dans le cadre des guerres de Religion, il participe à la bataille de Dreux et est congédié le 19 mars 1563.
- Régiment de Rodez

C'est un régiment provincial qui est organisé en 1773, en remplacement des milices provinciales. Ce régiment est formé des bataillons de Rodez et de Millau sous le commandement du colonel le marquis d'Angosse. Le régiment est supprimé par ordonnance du 15 décembre 1775 qui fait disparaître les troupes provinciales.
- Régiment de Rodrigh 

Ce régiment irlandais est appelé le 15 août 1615, par le colonel N. Rodrigh. Affecté à l'armée de Picardie, il est licencié le 6 mai 1616 à la paix de Loudun.
- Régiment de Rogles

Le régiment est levé le 23 mai 1646 par N. de Rogles dans le cadre de la guerre de Trente Ans. Il participe aux sièges de Piombino et de Portolongone en 1646, et il est licencié après la campagne.
- Régiment de Rohan (1710-1714)

C'est l'ancien régiment de La Roche-Tulou, qui est prend le nom de « régiment de La Roche-Tulou » après avoir été donné en 1710 à N. chevalier de Rohan. Engagé dans la guerre de Succession d'Espagne il est licencié en 1714.
- Régiment de Rohan (1718-1738)

C'est l'ancien régiment de Richelieu, qui est renommé « régiment de Rohan » en 1738 et qui prend le nom de régiment de Crillon en 1745.

Régiment de Rohan (1718-1738)
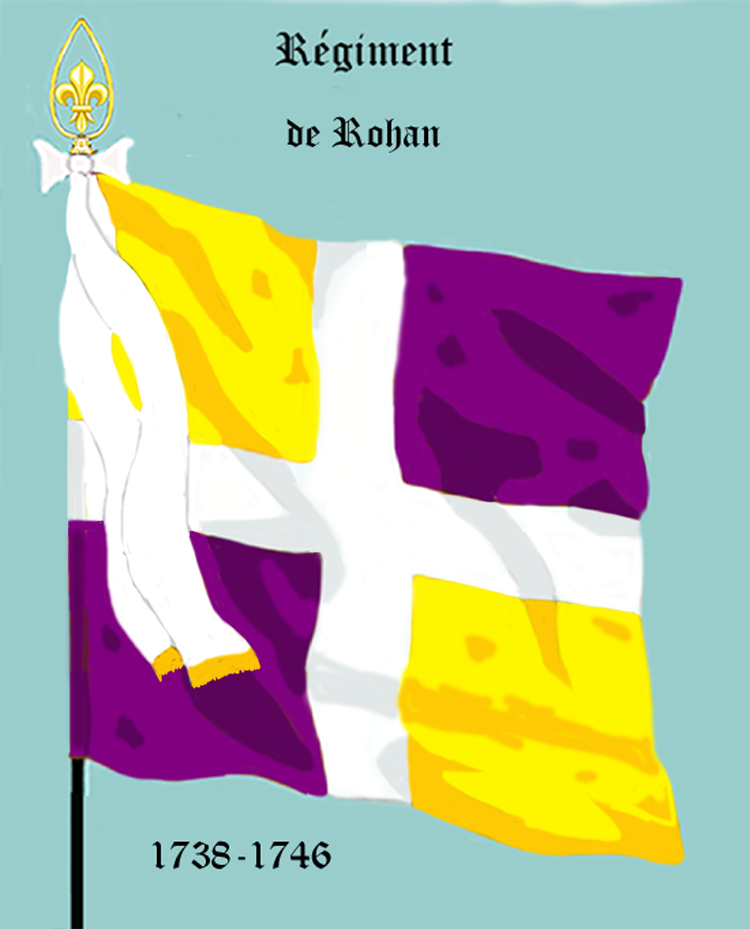
de 1738 à 1746

- Régiment de Rohan

C'est l'ancien régiment de Rohan-Soubise, qui est renommé « régiment de Rohan » le 7 mai 1776. Par ordonnance du 30 janvier 1778, une compagnie du régiment forme le régiment des grenadiers royaux de la Touraine. Le « régiment de Rohan » est devenu sous la Révolution le 84e régiment d'infanterie de ligne.

Régiment de Rohan
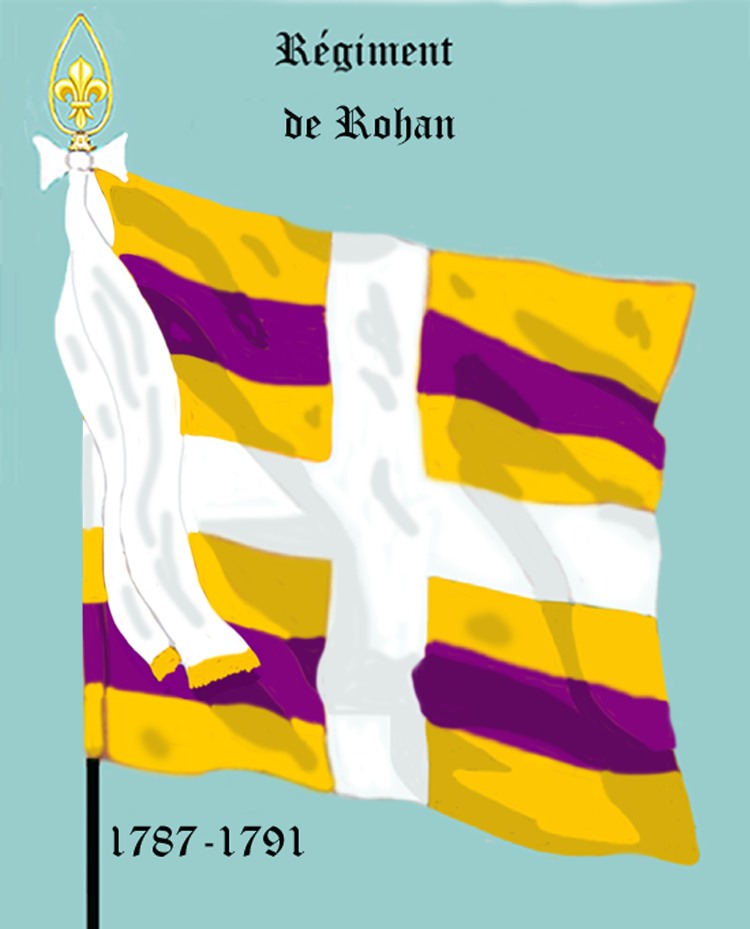
de 1787 à 1791

- Régiment de Rohan-Montbazon

C'est l'ancien régiment d'Aubeterre (1743-1745), qui est renommé « régiment de Rohan-Montbazon » le 26 mai 1745 et qui prend le nom de régiment de Montrevel le 21 avril 1759.

Régiment de Rohan-Montbazon
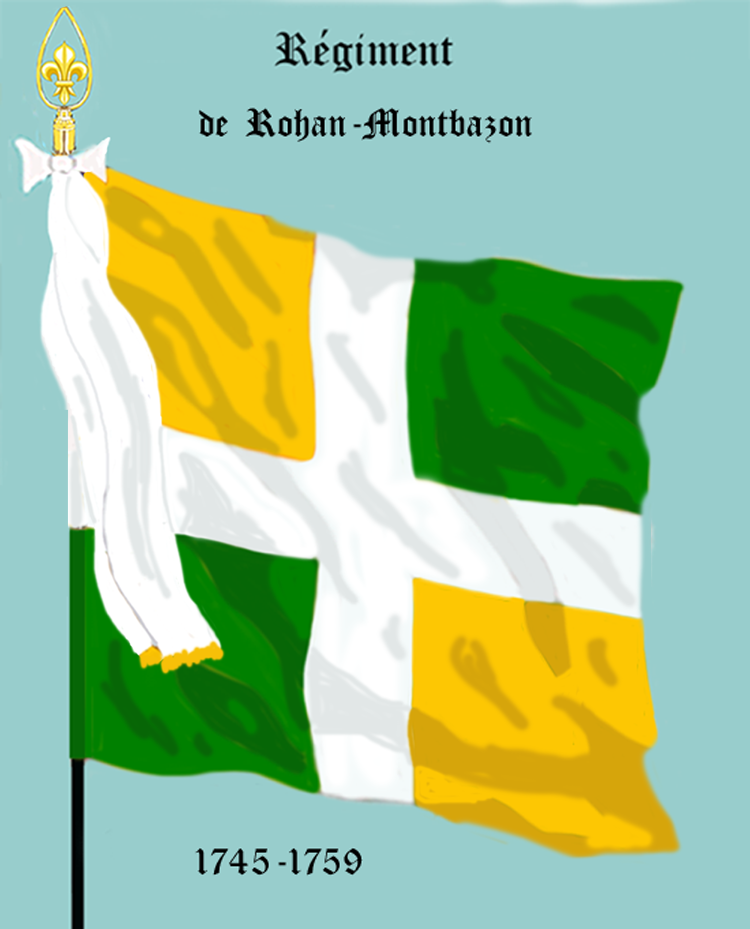
de 1745 à 1759

- Régiment de Rohan-Rochefort

C'est l'ancien régiment de Biron (1735-1745), qui est renommé « régiment de Rohan-Rochefort » le 1er décembre 1745 après avoir été donné à Charles-Armand-Jules, prince de Rohan-Rochefort. Dans le cadre de la guerre de Succession d'Autriche, il participe au siège de Namur et à la bataille de Rocoux en 1746, à la conquête de la Flandre hollandaise et à la bataille de Lauffeld en 1747, au siège de Maastricht en 1616. Le 10 février 1749, il reçoit l'incorporation du régiment de Fleury. Engagé dans la guerre de Sept Ans, il se trouve à l'expédition de Minorque en 1756 puis il rejoint l'armée d'Allemagne en 1757 avec laquelle il assiste aux batailles de Krefeld et de Lutzelberg en 1758, à la bataille de Minden en 1759 et aux batailles de Corbach, de Warburg et de Kloster Kampen en 1760. Il prend le nom de régiment de Saint-Mauris après avoir été donné le 20 février 1761 à Charles-Emmanuel, chevalier de Saint-Mauris.

Régiment de Rohan-Rochefort
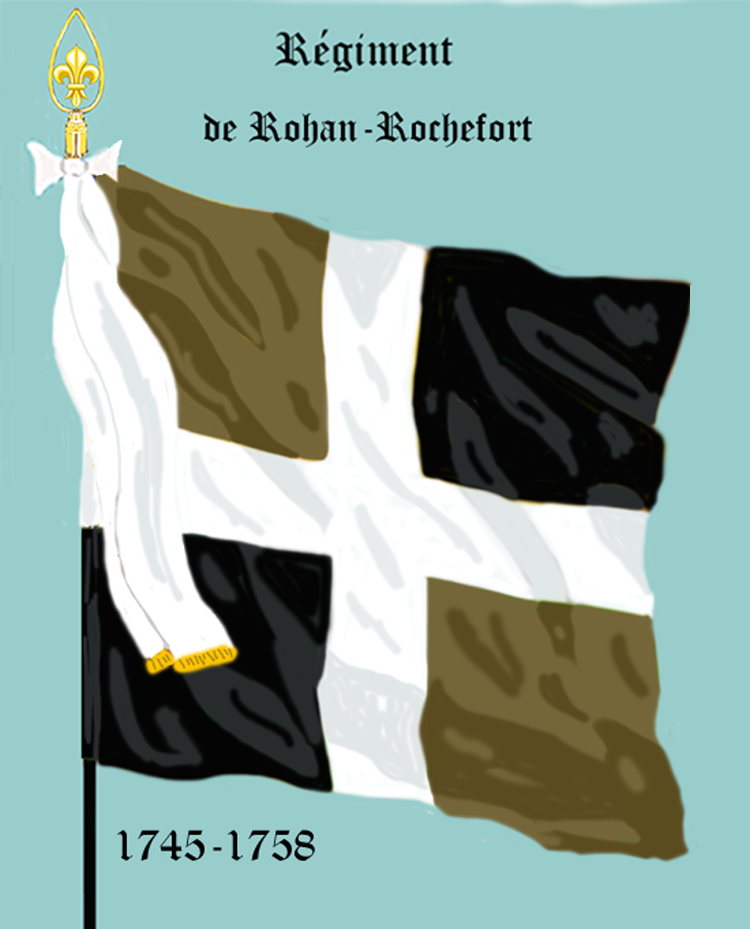
de 1745 à 1758

- Régiment de Rohan-Soubise

C'est l'ancien régiment de Quercy, qui est renommé « régiment de Rohan-Soubise » en 1612 et qui prend le nom de régiment de Rohan le 7 mai 1776.

Régiment de Rohan-Soubise
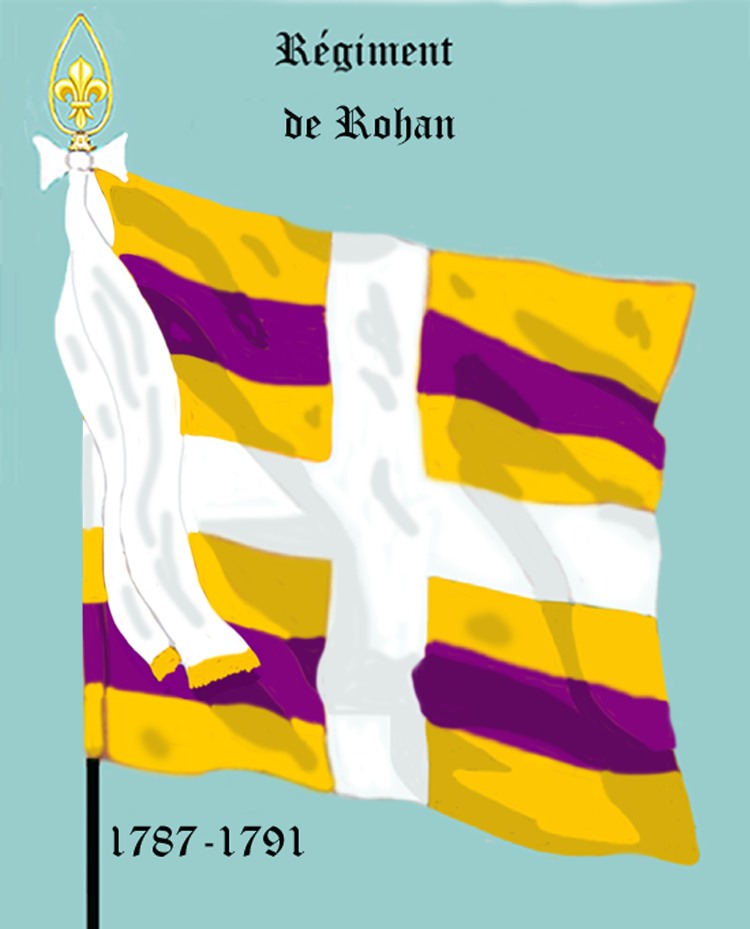
de 1787 à 1791

- Régiment du Roi

Ce régiment qui est levé le 2 janvier 1663, prend en 1669 le rang d'ancienneté du régiment de Lorraine (1635-1669), et, en 1671, celui du régiment d'Artois après que son colonel, Pierre Félix de La Croix de Chevrières, comte de Saint-Vallier, pour une somme d'argent et un brevet de capitaine des Gardes de la Porte, vendit au roi le rang de son régiment et par conséquent sa part de gloire. Le 23 décembre 1695 le bataillon de Saint-Victor du « régiment du Roi » forme le régiment de Barville. Le « régiment du Roi » est devenu depuis la Révolution le 105e régiment d'infanterie de ligne.

Régiment du Roi
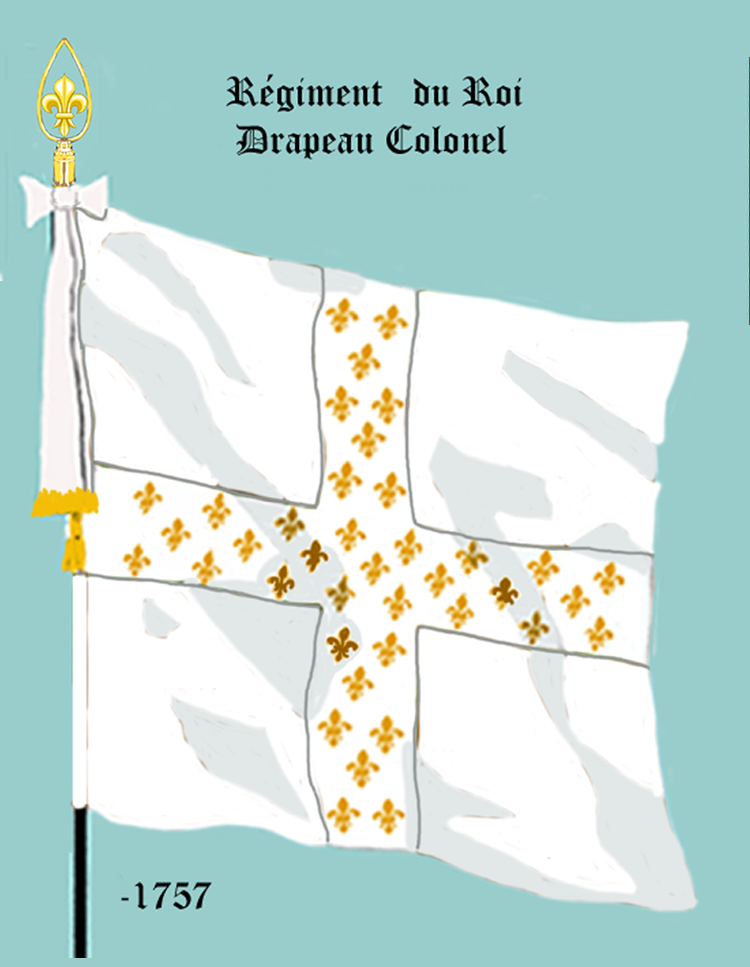
drapeau Colonel de 1663 à 1757
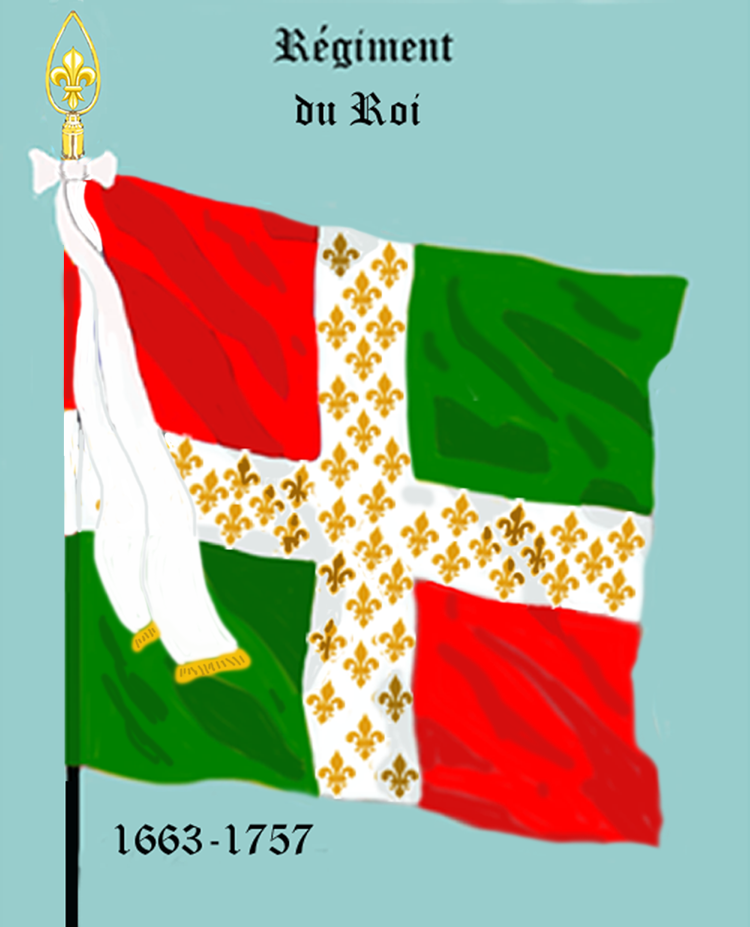
de 1663 à 1757
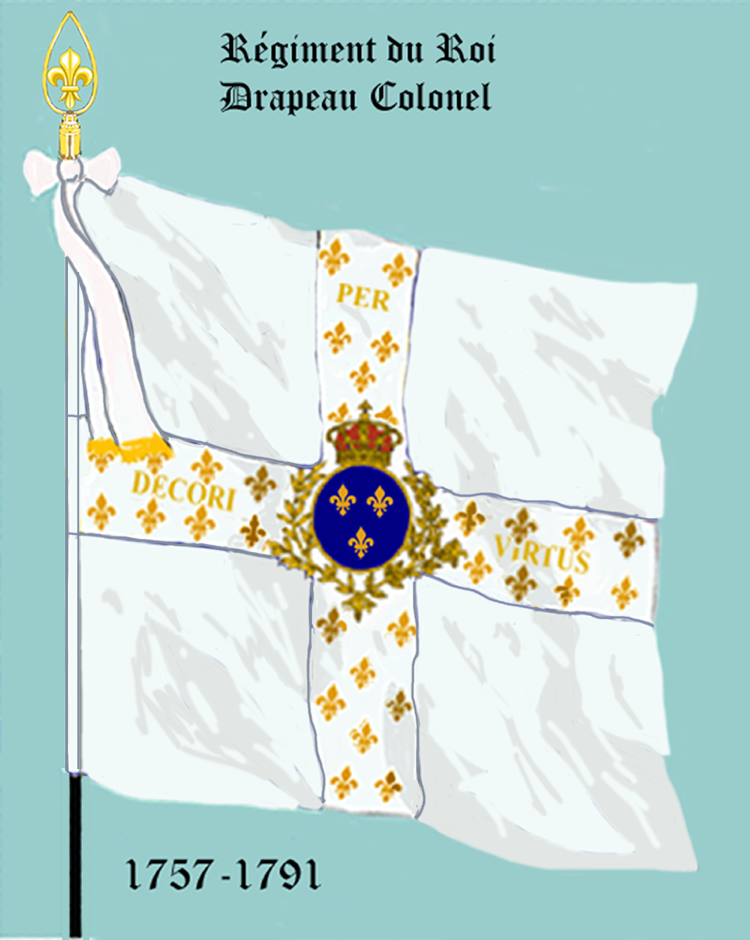
de 1757 à 1791
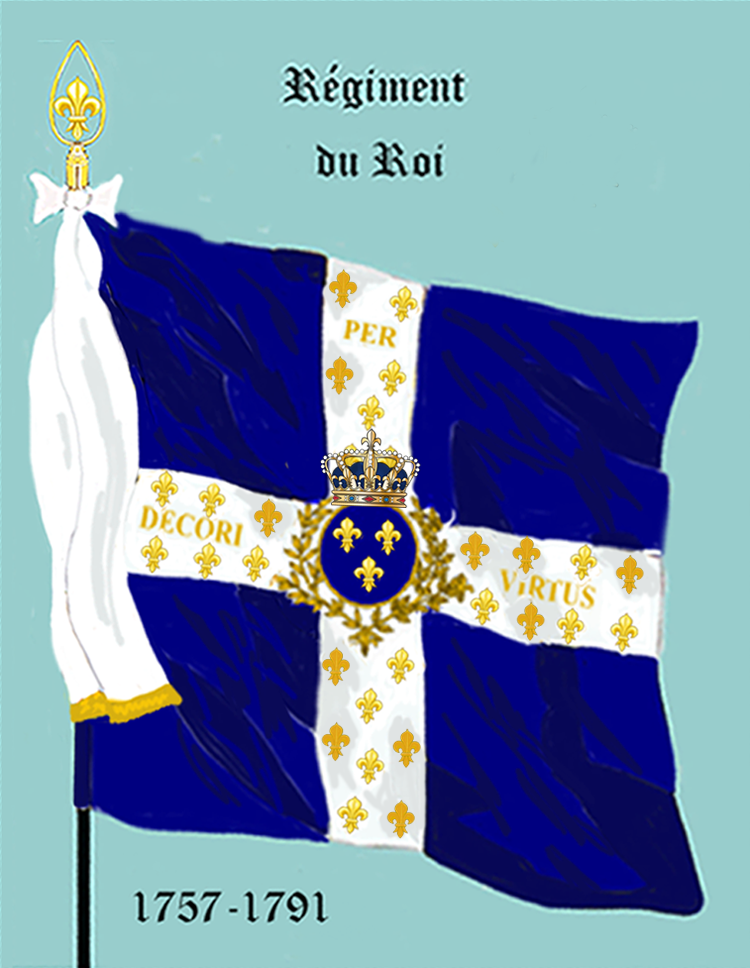
de 1757 à 1791

- Régiment de Rokeby 

Ce régiment anglais, est levé le 18 novembre 1645 par Thomas Rokeby pour participer à la guerre de Trente Ans. Il participe aux sièges de Courtrai et de Dunkerque en 1646, au siège de La Bassée en 1647, au siège d'Ypres et à la bataille de Lens en 1648, aux sièges de Cambrai et de Condé en 1649. Le 12 novembre 1648 il absorbe le régiment du Prince Rupert. Il prend le nom de régiment de Broglio après avoir été donné le 8 juillet 1650 à Victor-Maurice, comte de Broglio. La charge de colonel général de l'infanterie anglaise, créée le 13 décembre 1646 et supprimée en 1660, a été occupée par Rupert de Bavière, comte palatin du Rhin.
- Régiment de Roll 

Ce régiment suisse, sous le commandement du colonel, Louis de Roll est admis au service de France en février 1642 pour participer à la guerre de Trente Ans. Il participe à la bataille de Rocroi et au siège de Thionville en 1643. Il prend le nom de régiment de Sury après avoir été donné en 1649 à Henri Sury.
- Régiment de Romainval

Le régiment est levé le 4 février 1706 dans le cadre de la guerre de Succession d'Espagne, par N. de Romainval. Le régiment sert dans l'armée des Alpes. Il prend le nom de régiment de Cormis après avoir été donné en 1712 à N. de Cormis.
- Régiment de Romefort

Ce régiment est levé en mai 1585 dans le cadre de la huitième guerre de Religion, par Jean Messeau, baron de Romefort. Le régiment sert en Dauphiné puis il est incorporé au régiment de Picardie en janvier 1590.
- Régiment de Roncherolles

Le régiment est levé le 19 février 1636 par Pierre, marquis de Roncherolles dans le cadre de la guerre de Trente Ans. Après avoir participé à la conquête de la Franche-Comté, il se trouve à la reprise d'lvoy en 1639 et au siège d'Arras en 1640. Il rejoint l'armée de Lorraine en 1641 avec laquelle il participe à la prise de Dieuze en 1642, aux sièges de Thionville et de Rothweil et à la bataille de Dutlingen en 1643 à la bataille de Fribourg en 1644, et à la bataille de Nordlingen en 1645. Il passe à l'armée de Flandre en 1646 et avec laquelle il prend part aux sièges de Cambrai, de Condé et de Maubeuge en 1649. Réformé après cette campagne, il est rétabli le 25 avril 1652 et figure au siège de Bellegarde,, en 1653 avant d'être mis en cette même année en garnison à Sainte-Menehould, puis à Landrecies en 1656. Il est donné en mars 1660 au fils du mestre de camp et est licencié le 12 avril 1661.
- Régiment de Rooth 

C'est l'ancien régiment de Dorrington, qui est renommé « régiment de Rooth » le 12 décembre 1718 après avoir été donné à Michel Lesley, comte de Rooth et qui prend le nom de régiment de Roscommon le 19 août 1766 après avoir été donné à Robert Dillon, comte de Roscommon.

Régiment de Rooth
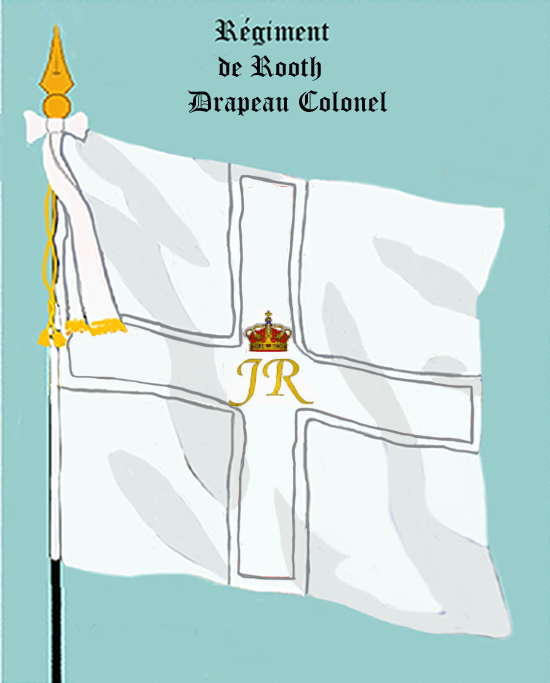
drapeau colonel
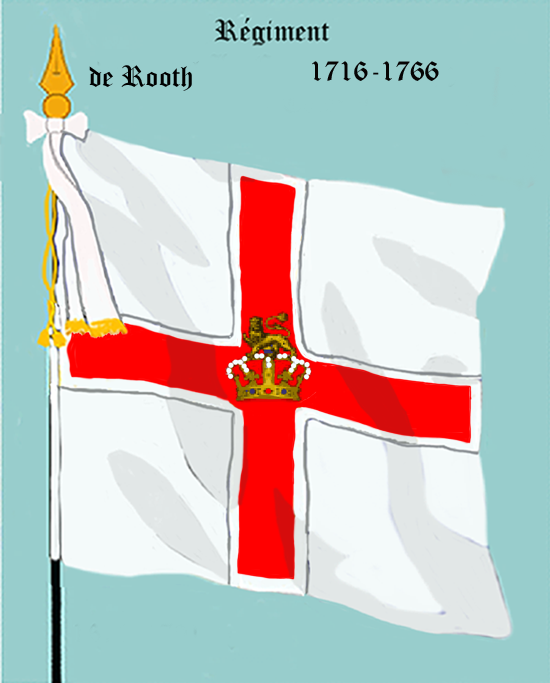
de 1718 à 1766

- Régiment de Roquebrune

Le régiment est levé le 19 avril 1655 par N. de Roquebrune dans le cadre de la guerre franco-espagnole. Affecté à l'armée de Catalogne, il est licencié la même année.
- Régiment de Roquefeuil

Le régiment est levé pour la première fois le 6 mars 1636 par le marquis Antoine-Alexandre de Roquefeuil, dans le cadre de la guerre de Trente Ans. Affecté à l'armée d'Italie, il combat à Buffalora (it) en 1636 et il est licencié en 1637.
Le régiment est levé une seconde fois le 17 juin 1795 par le marquis Innocent-Adrien-Maurice de Roquefeuil qui se range dans l'armée de Condé.
- Régiment de Roquelaure

Ce régiment est levé le 7 septembre 1632 par N. de Roquelaure avec lequel il sert en Languedoc. Il est donné le 27 septembre 1635 à Gaston-Jean-Baptiste, marquis de Roquelaure avec lequel il se trouve au siège de Dôle en 1636 dans le cadre de la guerre de Dix Ans. Il rejoint l'armée de Guyenne en 1637 et engagé dans la guerre de Trente Ans, il passe en Navarre en 1638 et participe à la prise d'Irun puis il passe en Roussillon en 1639 ou il se trouve au siège de Salses. Passé à l'armée d'Italie en 1640, il se trouve aux sièges de Casal et de Turin avant de retourner à l'armée de Roussillon en 1641 avec laquelle il participe aux sièges de Collioure et de Perpignan en 1642. En 1643, il fait partie de l'armée de Catalogne puis il rejoint l'armée de Guyenne en 1650 avec laquelle il se trouve, eu 1653, au siège de Bordeaux avant d'être à nouveau muté à l'armée de Catalogne en 1654 et se trouve la même année à la prise de Puycerda durant la guerre des faucheurs. Il rentre en France en 1658 et il est licencié le 12 avril 1661.
- Régiment de Roqueservières (1641-1643)

C'est l'ancien régiment du Roure, qui est renommé « régiment de Roqueservières » le 15 juillet 1641 après avoir été donné à Jacques de Borelli de Roqueservières. En 1641, il participe aux sièges d'Ivrée et de Coni, en 1642 aux sièges de Nice et de Tortone, et en 1643 aux sièges de Trino et d'Asti. Le 8 octobre 1643 il est incorporé dans les régiments d'Aiguebonne et des Galères.
- Régiment de Roqueservières (1643-1644)

C'est l'ancien régiment allemand de Schmidberg, qui est renommé « régiment de Roqueservières » en 1643 après avoir été donné à Jacques de Borelli de Roqueservières. Celui-ci meurt en 1644, le régiment est alors rendu le 10 novembre 1644 à Louis de Schmidberg qui lui redonne son nom initial.
- Régiment de Roscommon 

C'est l'ancien régiment de Rooth, qui est renommé « régiment de Roscommon » le 19 août 1766 après avoir été donné à Robert Dillon, comte de Roscommon et qui prend le nom de régiment de Walsh le 11 avril 1770 après avoir été donné à Antoine Joseph Philippe, comte Walsh de Serrant.

Régiment de Roscommon
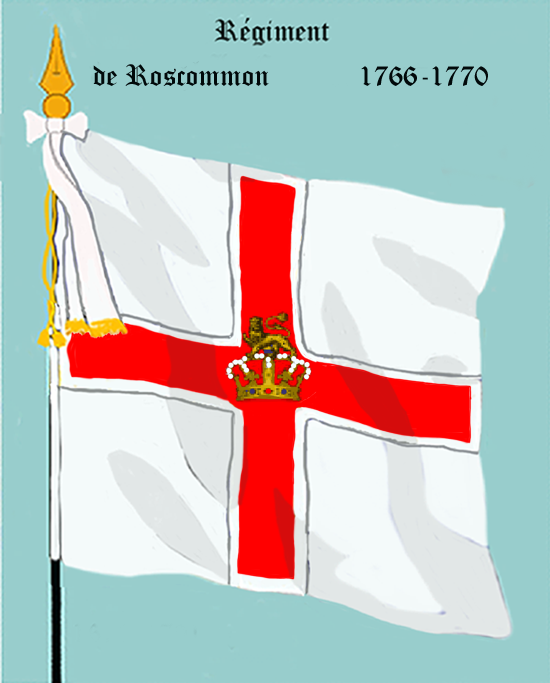
de 1766 à 1770

- Régiment de Rosen

C'est l'ancien régiment de Saint-Chamond (1749-1762), qui est renommé « régiment de Rosen » en 1762 et qui prend le nom de régiment de Dauphiné le 10 décembre 1762.

Régiment de Rosen
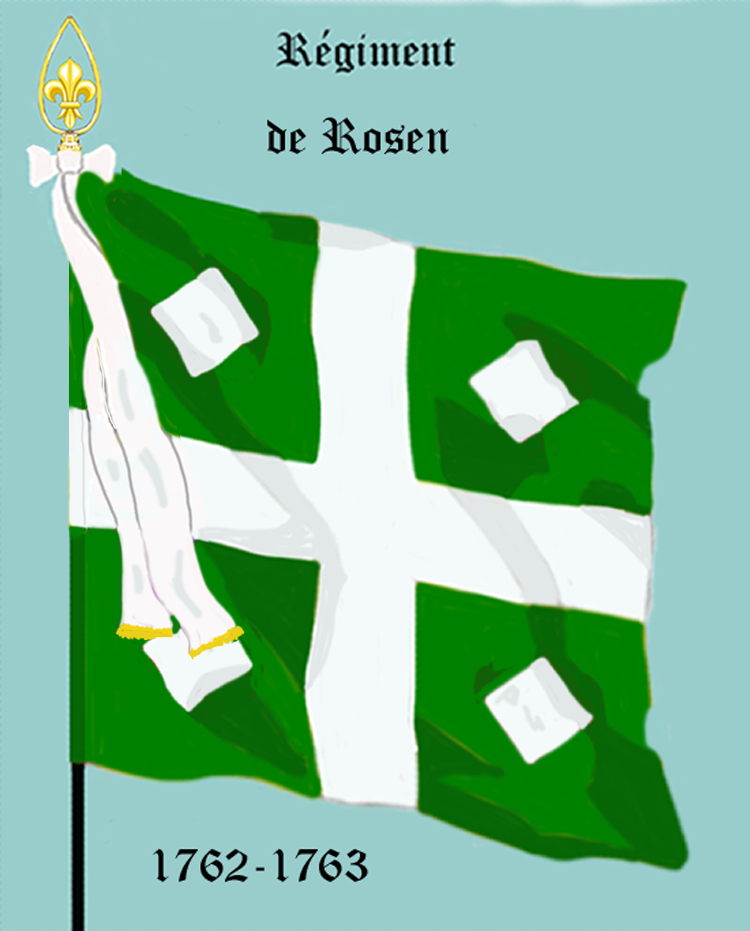
en 1762

Régiment de Rosnyvinen
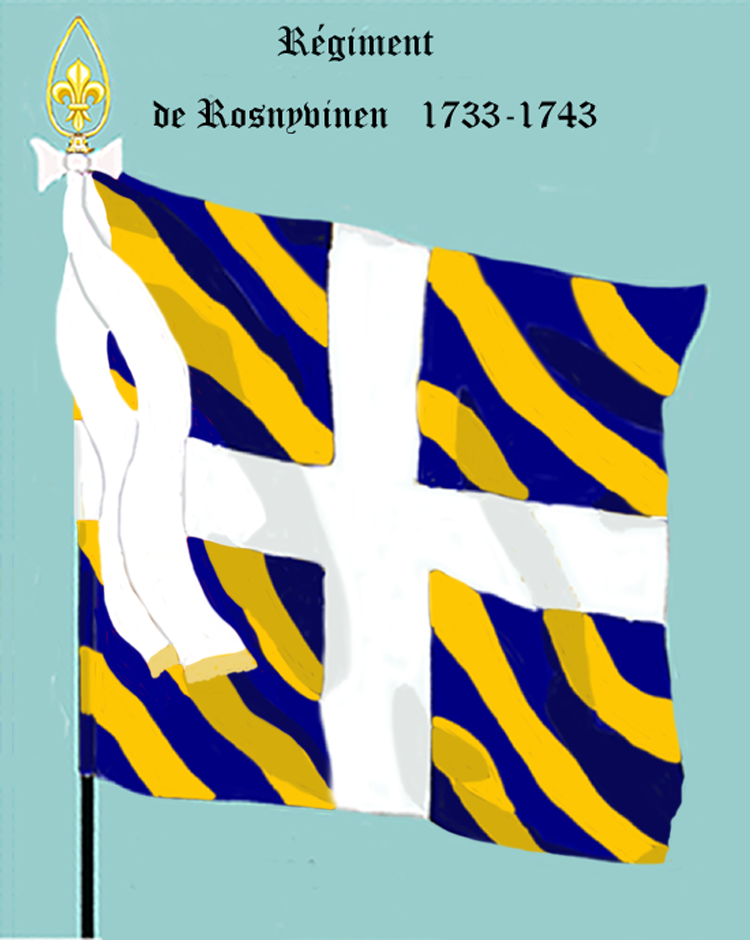
régiment de Rosnyvinen de 1733 à 1743

C'est l'ancien régiment de Piquigny, qui est renommé « régiment de Rosnyvinen » le 15 mai 1733 après avoir été donné à Joachim-Amaury-Gaston, marquis de Rosnyvinen. Engagé dans la guerre de Succession de Pologne, il participe à l'occupation de la Lorraine, aux prises de Trêves et de Traërbach en 1733, au siège de Philippsbourg en 1734, à la bataille de Clausen en 1735 puis il rejoint l'armée de Bohème, et se trouve à la prise de Prague en 1741, à la bataille de Sahay, et à la défense et retraite de Prague en 1742. Il prend le nom de régiment de Montboissier (1743-1745) le 6 mars 1743 après avoir été donné à Charles-Henri-Philippe, vicomte de Montboissier.
- Régiment de Rosnyvinen
- régiment de Rosnyvinen de 1733 à 1743

- Régiment de Rostignac

Le régiment est levé en octobre 1635 par N. de Rostignac dans le cadre de la guerre de Trente Ans. Il est mis en garnison à Nancy puis il est licencié le 22 juin 1636.
- Régiment de Rouen

C'est un régiment provincial qui est créé par ordonnance du 4 août 1771, en remplacement des milices provinciales. Ce régiment est formé des bataillons de Rouen, de Vernon (Eure) et de Gisors sous le commandement du marquis Louis d'Estampes. Le régiment est supprimé par ordonnance du 15 décembre 1775 qui fait disparaître les troupes provinciales.
- Régiment de Rouergue

C'est l'ancien régiment de Montpeyroux (1667-1671), qui prend le titre de « régiment de Rouergue » en 1671 et qui est devenu depuis la Révolution le 58e régiment d'infanterie de ligne.

Régiment de Rouergue
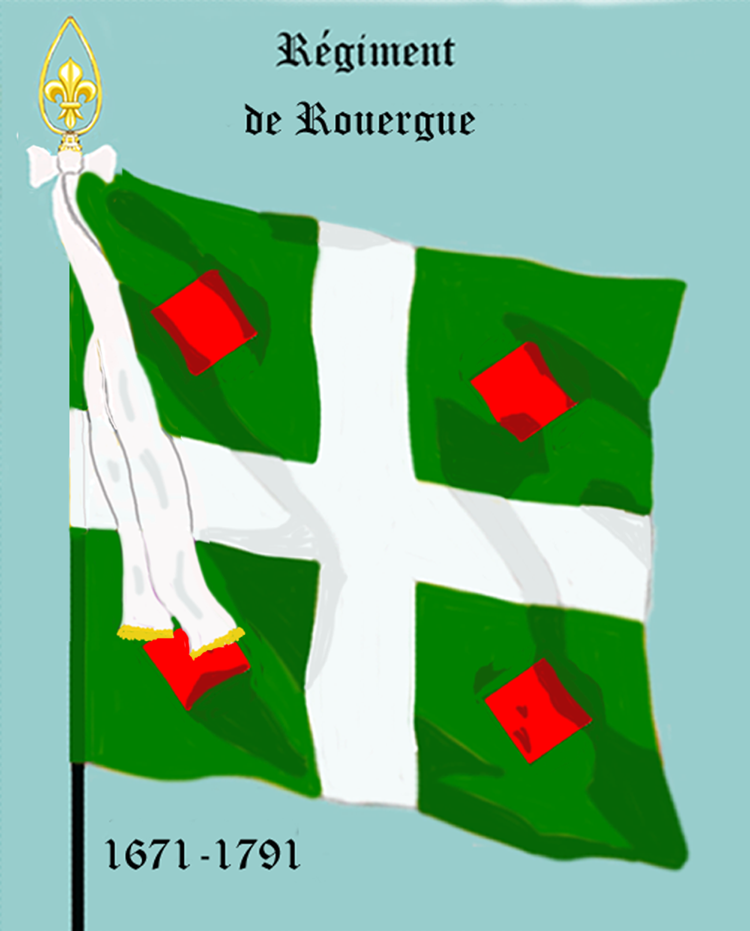
de 1667 à 1791

- Régiment de Rougé

C'est l'ancien régiment de Belzunce, qui est renommé « régiment de Rougé » en 1761 et qui prend le nom de régiment de Flandre en 1762.

Régiment de Rougé
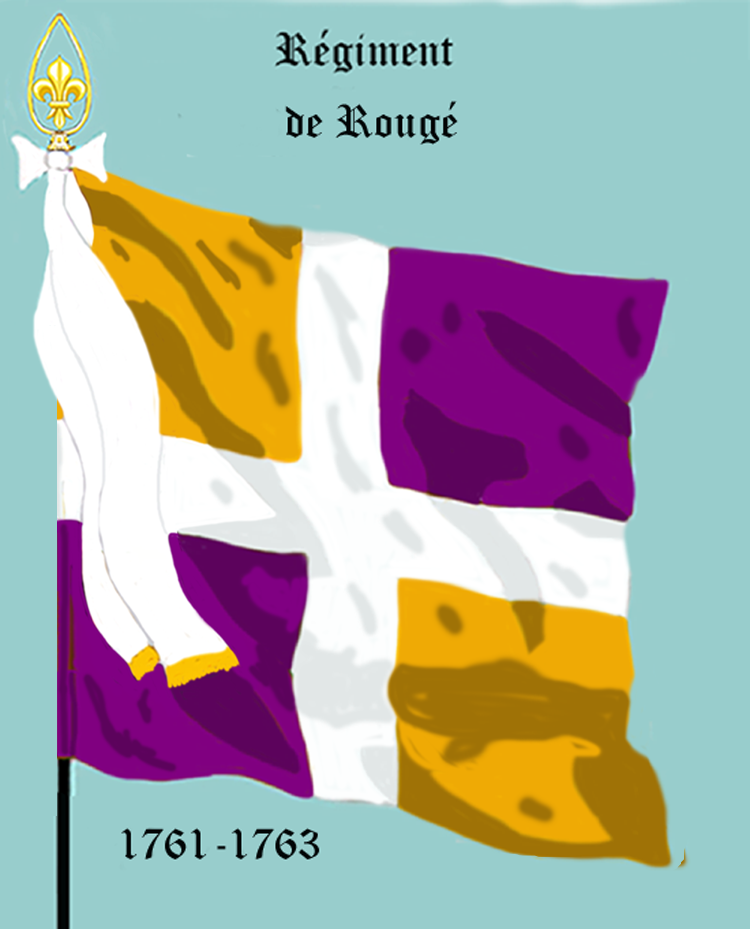
de 1761 à 1763

- Régiment du Rouillac

Le régiment est levé le 24 septembre 1651 par Jean-Baptiste-Gaston de Goth, marquis de Rouillac. Envoyé à l'armée de Flandre, il est licencié en 1655.
- Régiment du Roure (1635-1641)

Le régiment est levé le 20 mars 1635 par N. de Beauvoir de Grimoard, comte du Roure dans le cadre de la guerre franco-espagnole. Affecté à l'armée d'Italie, il est donné le 17 janvier 1636 à Scipion de Beauvoir de Grimoard du Rour, frère du premier mestre de camp avec lequel il se trouve au combat de Buffalora (it), puis en 1637 au combat de Montebaldone, en 1638 au secours de Brema, en 1639 à la prise de Chivasso et au combat de La Route (La Rotta), en Piémont, près de Carmagnole, et en 1640 au sièges de Casal et de Turin. Il prend le nom de régiment de Roqueservières après avoir été donné le 15 juillet 1641 à Jacques de Borelli de Roqueservières.
- Régiment du Roure (1706-1714)

C'est l'ancien régiment de Coëtanfau, qui est renommé « régiment de Roure » après avoir été donné le 18 avril 1706 à Ange-Urbain de Beauvoir de Grimoard, comte du Roure. Engagé dans la guerre de Succession d'Espagne, il sert toujours dans les places. Il est incorporé le 20 mars 1714 dans le régiment de Champagne.
- Régiment de Roussilles

Le régiment est levé le 14 mai 1702 par Louis-Théodore d'Escorailles de Fontanges, marquis de Roussilles. Engagé dans la guerre de Succession d'Espagne il reste dans les garnisons jusqu'en 1707 et rejoint l'armée du Rhin en 1708, l'armée de Dauphiné en 1712. Il est incorporé le 20 novembre 1714 dans le régiment de Normandie.
- Régiment de Roussillon

C'est l'ancien régiment de Tournon (1622-1635), qui, rétabli le 20 mars 1635 par Just-Louis de Tournon, comte de Roussillon, dans le cadre de la guerre de Trente Ans sous le nom de « régiment de Roussillon ». En 1637, il est embarqué sur la flotte du comte d'Harcourt et se trouve cette même année à la bataille de Leucate. En 1638, il passe à l'armée d'Italie et se trouve en 1639 au combat de La Route (La Rotta), en Piémont, près de Carmagnole, puis au siège de Turin en 1640. Transféré à l'armée de Picardie en 1641, il participe à bataille de la Marfée puis il effectue les campagnes de 1642 et 1643 en Catalogne. Affecté à l'armée du Rhin en 1644 il participe à la bataille de Fribourg et siège de Philisbourg où le mestre de camp est tué. Le régiment est alors donné à un autre membre de la famille de Tournon-Roussillon et envoyé à l'armée de Catalogne en 1645. Le régiment est licencié après la campagne.
- Régiment de Rouville

C'est l'ancien régiment de Piennes, qui est renommé « régiment de Rouville » après avoir été donné le 27 janvier 1651 à Henri-Louis, marquis de Rouville. Il participe à la défense d'Ardres en 1657 et il est licencié en décembre 1658.
- Régiment de Rouvray 

C'est un régiment protestant, formé en septembre 1568, dans le cadre de la troisième guerre de Religion, par N. de Rouvray. Affecté à l'armée dite des Vicomtes il participe, en 1569, au siège de Poitiers et aux batailles de Jarnac, de La Roche-l'Abeille et de Moncontour. En 1570 il se trouve à la prise de Montastruc et au combat d'Arnay-le-Duc et est licencié le 8 août 1570 à la paix de Saint-Germain-en-Laye.
- Régiment Royal (1656-1660)

Le régiment est levé sous ce titre le 20 janvier 1656 par Louis, duc d'Arpajon dans le cadre de la guerre franco-espagnole. Il est incorporé en 1660 avec le régiment de l'Altesse, dont il prend le rang d'ancienneté en gardant le nom de régiment Royal (voir ci-dessous).
- Régiment Royal

Le 13 février 1660 le régiment Royal (1656-1660) et le régiment de l'Altesse Royale fusionnent sous le nom de « régiment Royal ». Le 31 décembre 1713, il reçoit l'incorporation du régiment de Vassan, du régiment de La Rivière-Castéras et du régiment de Desangles. Le 2 juin 1714, il reçoit l'incorporation du régiment de Laubanie. Le 10 décembre 1762, il reçoit l'incorporation du régiment de Cambis. Par ordonnance royale du 26 avril 1775, les 2e et 4e bataillons du régiment forment le régiment de Brie. Le « Régiment Royal » est devenu depuis la Révolution le 23e régiment d'infanterie de ligne.

Régiment Royal
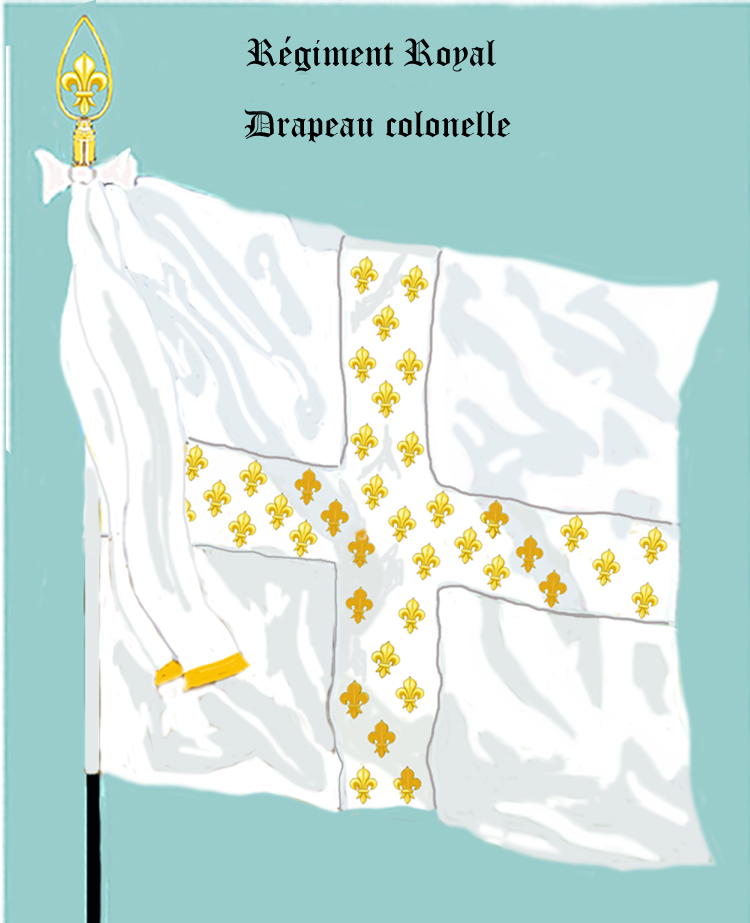
Drapeau Colonel
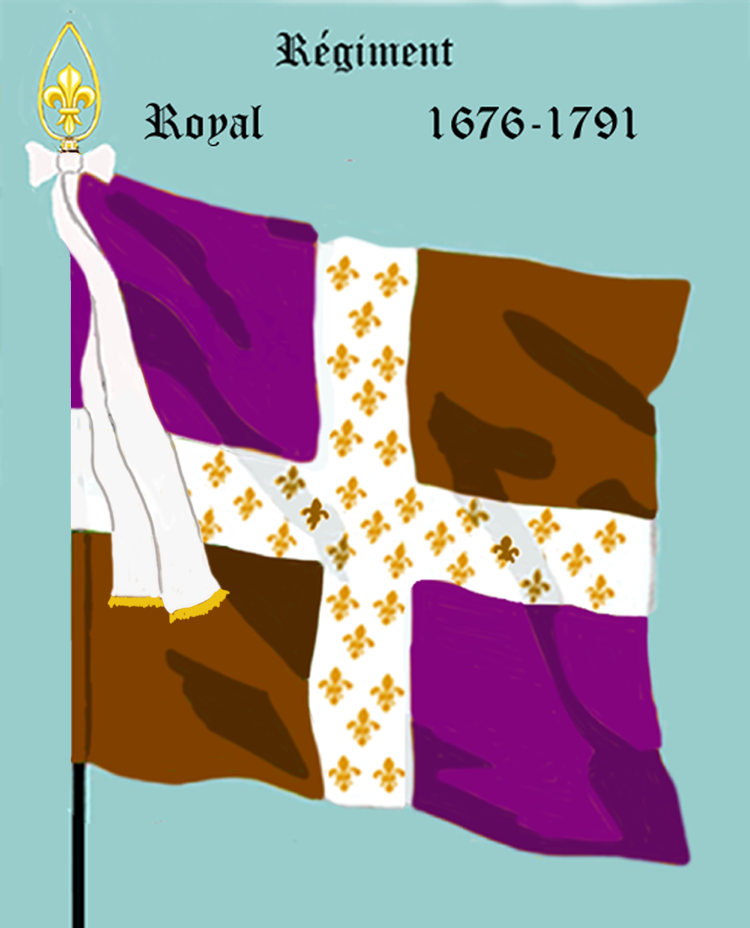
régiment Royal

- Régiment Royal-Allemand 

C'est l'ancien régiment de Rantzaw, qui, après avoir été réformé en 1638, est rétabli le 10 décembre 1644 sous le titre de régiment Royal-Allemand. Affecté à l'armée de Picardie, il participe à la prise de Cassel en 1645 puis aux sièges de Courtrai, de Bergues et de Dunkerque en 1646, aux sièges de Dixmude et de Lens en 1647 et au siège d'Ypres en 1648. Il est licencié le 24 octobre 1648.
- Régiment Royal-Anglais 

Ce régiment anglais est levé sous ce titre le 15 février 1672 sur le pied de 24 compagnies, par Jacques Fitz-Roy, duc de Montmouth, qui s'en démet en juin 1674, dans le cadre de la guerre de Hollande. Il est engagé dans la campagne de Hollande en 1672, la campagne de Westphalie en 1673 durant laquelle il se trouve aux batailles de Sintzheim, d'Entzheim et de Mulhausen en 1674, aux combats de Turckheim et Altenheim en 1675. Le colonel est tué en 1676 près de Saverne. Il est ensuite présent à la bataille de Kokersberg et au siège de Fribourg en 1677. Il est licencié le 10 mars 1678 après les traités de Nimègue.

Régiment Royal-Artillerie
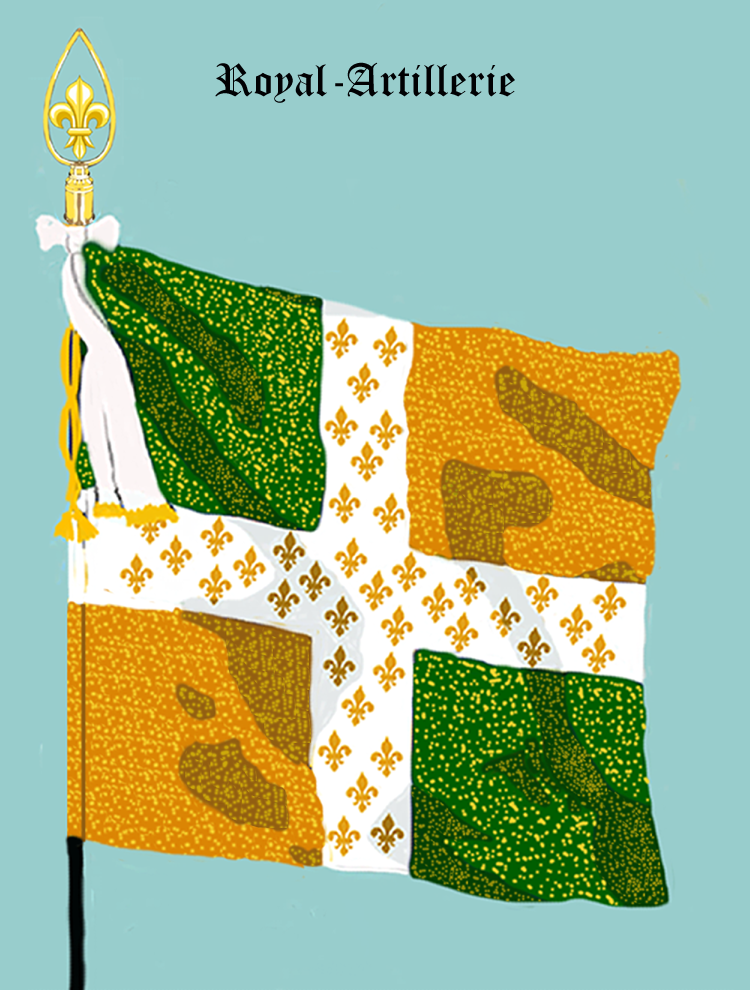
de 1693 à 1765

C'est l'ancien régiment des Fusiliers du Roi également appelé Fusiliers du Roi, qui avait pour destination spéciale la garde de l'artillerie, qui prend le titre de « régiment Royal-Artillerie » en 1693, devenant un régiment d'artillerie à part entière. Le 5 février 1720 il reçoit l'incorporation du régiment Royal-Bombardiers. Une ordonnance dde la même date réunit toutes les troupes de l'artillerie en un seul corps, qui fut partagé en cinq bataillons distincts, s'administrant séparément. Le 1er décembre 1756, le 6e bataillon est formé au moyen de 120 hommes fournis par chacun des 5 premiers bataillons. Le 1er janvier 1759, les 6 bataillons du « régiment Royal-Artillerie » prennent le nom de brigades. L'ordonnance royale du 13 août 1765, constitue l'artillerie sur le pied normal de 7 régiments de 20 compagnies, soit au total 140 compagnies, non comprises les 14 compagnies d'ouvriers et de mineurs. Ainsi la brigade de Saint-Auban devint le régiment d'artillerie de La Fère, la brigade de Loyauté devint le régiment d'artillerie de Metz, la brigade de Desmazis devint le régiment d'artillerie de Besançon, la brigade de Beausire devint le régiment d'artillerie de Grenoble, la brigade de Villepatour devint le régiment d'artillerie de Strasbourg, la brigade d'Invilliers devint le régiment d'artillerie d'Auxonne, la brigade de Cosne devint le régiment d'artillerie de Toul. Le décret de 1790 fixe la composition des troupes du corps d'artillerie à 7 régiments de canonniers, 6 compagnies de mineurs et 10 compagnies d'ouvriers. Le 1er janvier 1791, les régiments d'artillerie cessèrent de porter les noms des écoles et de rouler entre eux suivant l'ancienneté de leurs colonels. On leur donna des numéros qui rappelaient leur ancienneté dans l'organisation de 1720. Ainsi, le régiment de La Fère artillerie devient le 1er régiment d'artillerie, |régiment de La Fère artillerie devient le 1er régiment d'artillerie, régiment de Metz artillerie devient le 2e régiment d'artillerie, régiment de Besançon artillerie devient le 3e régiment d'artillerie, régiment de Grenoble artillerie devient le 4e régiment d'artillerie, régiment de Strasbourg artillerie devient le 5e régiment d'artillerie, régiment d'Auxonne artillerie] devient le 6e régiment d'artillerie, régiment de Toul artillerie devient le 7e régiment d'artillerie.
- Régiment Royal-Artillerie
- de 1693 à 1765

- Régiment Royal-Artillerie des Colonies également appelé régiment des Colonies artillerie

Ce régiment est créé sous ce titre par ordonnance du 24 octobre 1784 pour le service des colonies. Le 27 août 1792 le régiment est réuni à l'artillerie de terre.
- Régiment Royal-Auvergne

C'est l'ancien régiment de Gâtinais, qui est renommé « régiment Royal-Auvergne » le 11 juillet 1782 en récompense de sa belle conduite et sa bravoure. Le « régiment Royal-Auvergne » est devenu depuis la Révolution le 17e régiment d'infanterie de ligne.

Régiment Royal-Auvergne
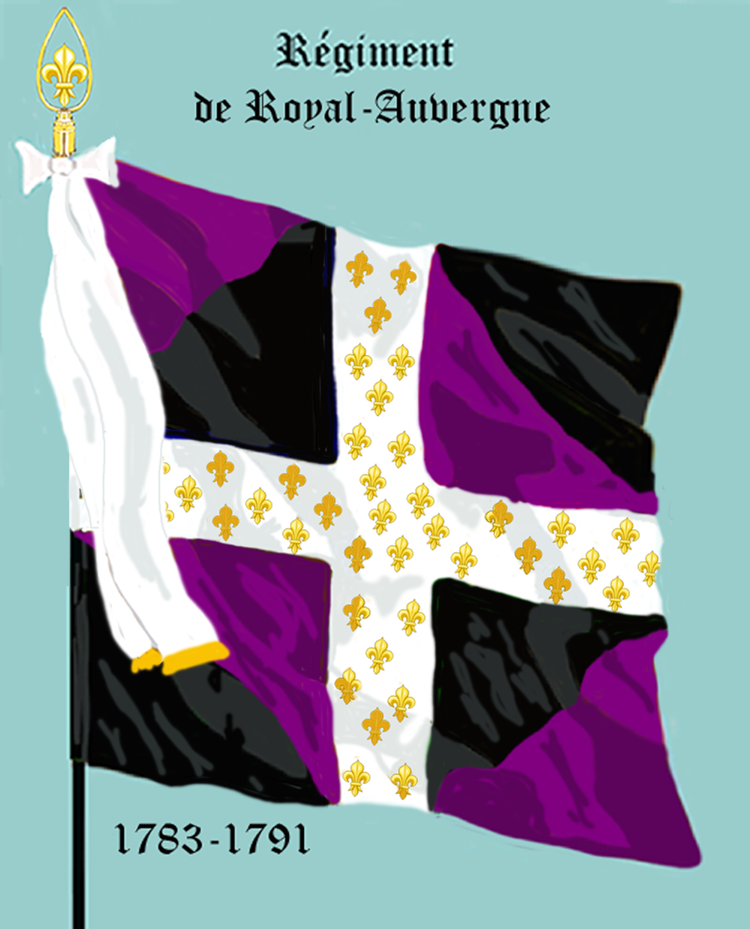
de 1783 à 1791

- Régiment Royal-Barrois

Le régiment est créé sous ce titre, le 1er novembre 1745, pour Louis-Marie-Fouquet de Belisle, comte de Gisors, âgé de 13 ans. Engagé dans la guerre de Succession d'Autriche, il sert à l'armée de Flandre et participe au siège de Charleroi, et à la bataille de Rocoux en 1746, puis il est envoyé au secours de la Provence et sert sur les Alpes jusqu'à la paix. Réformé le 1er février 1749, il est rétabli le 20 mars 1757, avec les milices de Mirecourt pour N. comte de Bassompierre, qui meurt et qui est remplacé le 29 novembre 1757 par son père, Léopold Clément, marquis de Bassompierre. Dans le cadre de la guerre de Sept Ans, il rejoint l'armée du Bas-Rhin et participe à la bataille de Krefeld en 1758. Il est donné en 1759 à N. marquis de Langeron. Il reste en Allemagne jusqu'à la paix. Il est licencié le 25 novembre 1762. Le régiment Royal-Barrois portait, en 1760, habit blanc, revers et collet noirs, boutons blancs, trois sur chaqhe poche et sur chaque manche, chapeau bordé d'or.

Régiment Royal-Barrois
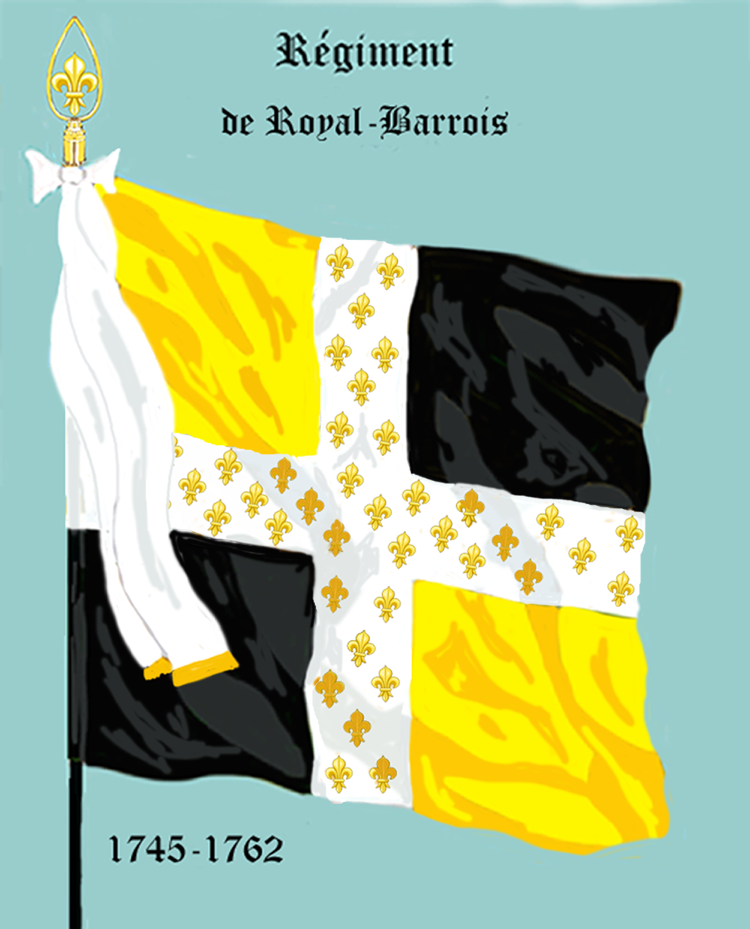
de 1745 à 1762

- Régiment Royal-Bavière 

Le régiment est créé le 1er janvier 1709 en faveur du comte de Bavière, Maximilien Emmanuel François Joseph, fils naturel du prince-électeur de Bavière, et formé avec deux compagnies des Gardes de l'électeur et six compagnies du régiment d'Alsace qui ne renfermaient que des soldats nés sur la rive droite du Rhin. Il est engagé dans la guerre de Succession d'Espagne et, le 10 juin 1715 il reçoit l'incorporation du régiment de Reding (1705-1715). Il participe ensuite à la guerre de Succession de Pologne, à la guerre de Succession d'Autriche et à la guerre de Sept Ans. Le 18 février 1760 il reçoit l'incorporation du régiment de La Dauphine. Par ordonnance royale du 15 avril 1780 il prend le titre de régiment Royal-Hesse-Darmstadt.

Régiment Royal-Bavière
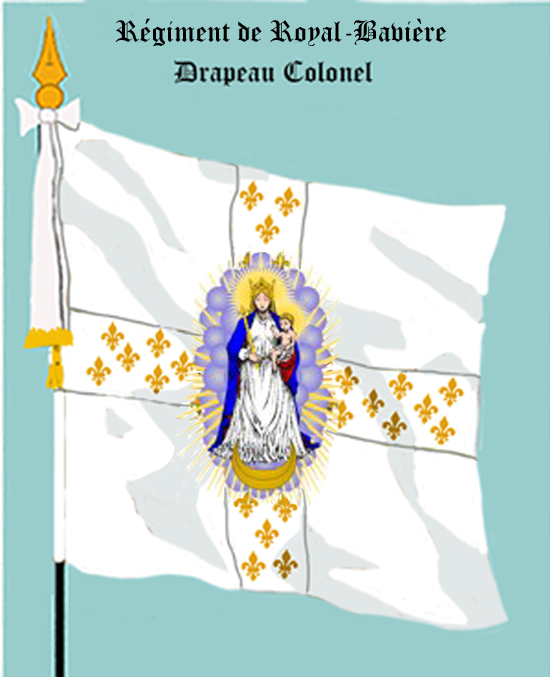
drapeau Colonel
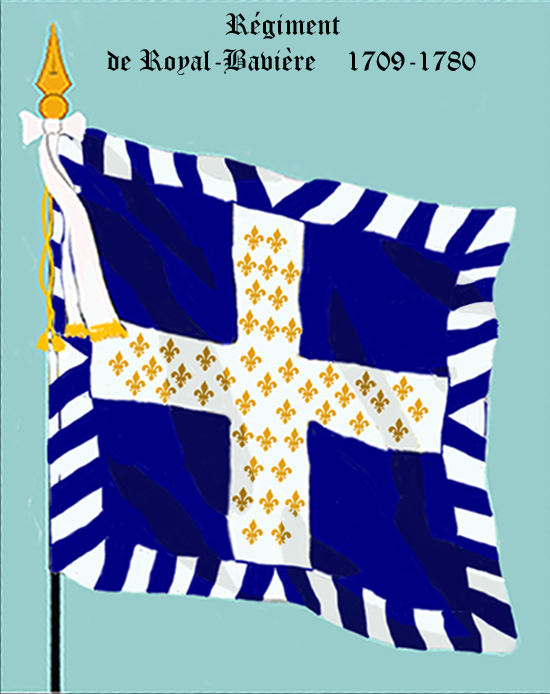
de 1709 à 1780

- Régiment Royal-Bombardiers

Ce régiment est formé sous ce titre, le 28 août 1684, avec les deux compagnies de bombardiers de Vigny et de Camelin, et de dix compagnies tirées des régiments de Piémont, de Navarre, de Champagne, de La Marine, et des Fusiliers du Roi. Les colonels propriétairesde l'unités sont les grands maîtres de l'artillerie et le premier colonel-lieutenant, est Jean-Baptiste de Vigny. Le régiment est porté de douze à quinze compagnies en 1686. Il débute la guerre de la Ligue d'Augsbourg, en 1688, sur le Rhin et participe aux prises de Philippsburg, de Mayence, de Manheim et de Frankenthal en 1688, à la défense de Mayence en 1689, à la bataille de Fleurus en 1690, au siège de Mons en 1691, au siège de Namur et à la bataille de Steinkerque en 1692, au siège de Charleroi en 1693, et au siège d'Ath en 1697. Pendant la guerre de Succession d'Espagne, en 1701, le régiment n'est plus employé qu'au service spécial des bouches à feu de gros calibres et il prend part, par détachements, à tous les sièges. Le régiment est porté, en février 1706 de quinze à vingt-huit compagnies, partagées en deux bataillons et donné à Louis Camus, chevalier Destouches. Le 1er bataillon sert en Flandre et sur le Rhin et le 2e bataillon en Italie et en Espagne. Le régiment Royal-Bombardiers est incorporé avec le régiment Royal-Artillerie le 5 février 1720. Il avait des drapeaux tranchés et emmanchés de bleu et de rouge, avec la croix blanche semée de fleurs de lys d'or.
- Régiment Royal-Cantabres

C'est l'ancien régiment des Volontaires Cantabres, qui prend le titre de « régiment Royal-Cantabres » en 1747 et composé de 1 600 hommes (2 compagnies de grenadiers, 16 compagnies de fusiliers, 6 compagnies de hussards et 4 tambourins). Réduit à quatre compagnies franches le 1er février 1749, il est rétabli à un bataillon de 604 hommes le 8 juillet 1757 dans le cadre de la guerre de Sept Ans. Affecté à l'armée d'Allemagne, il esr donné en 1760 à N. baron de Poudenx. Le régiment est licencié 25 novembre 1762. Ce corps portait, en 1616, habit bleu de ciel, doublure garance, petits parements cramoisi, agréments blancs, ainsi que les boutons, la veste et la culotte. Écharpe cramoisie terminée par des glands blancs, guêtres blanches, giberne avec porte-baïonnette à la grenadière, filet à l'espagnol pour les chevaux, béret bleu de ciel à la navarraise, sabre hongrois. En 1760, le costume consistait en habit bleu céleste, petits parements et collet rouges, huit agréments blancs de chaque côté, poches en long garnies de trois agréments, parements garnis d'un galon blanc, agréments blancs sur les boutons marquant la taille, doublure, veste et culotte blanches, béret bleu céleste avec une houpe et deux glands blancs, boutons blancs.

Régiment Royal-Cantabres
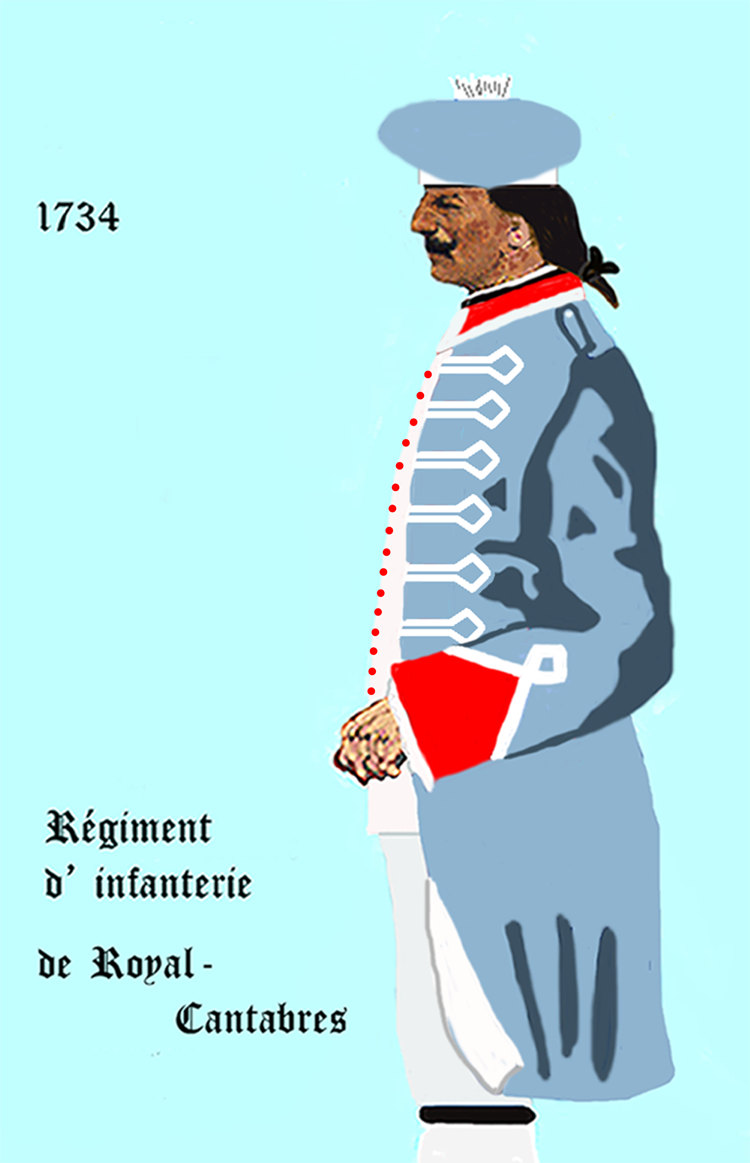
de 1745 à 1762

- Régiment Royal-Catalan

C'est l'ancien régiment de Mazarin-Catalan, qui prend le titre de « régiment Royal-Catalan » le 13 mars 1661 et qui devient le régiment Royal-Roussillon le 27 janvier 1667.

Régiment Royal-Catalan
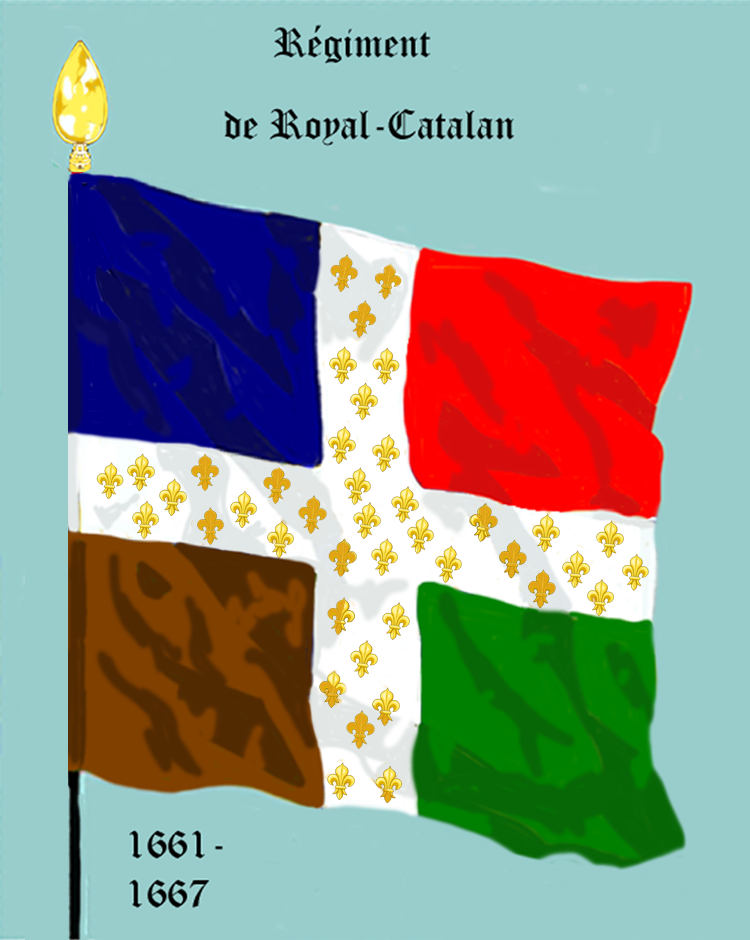
de 1661 à 1667

Régiment Royal-Comtois
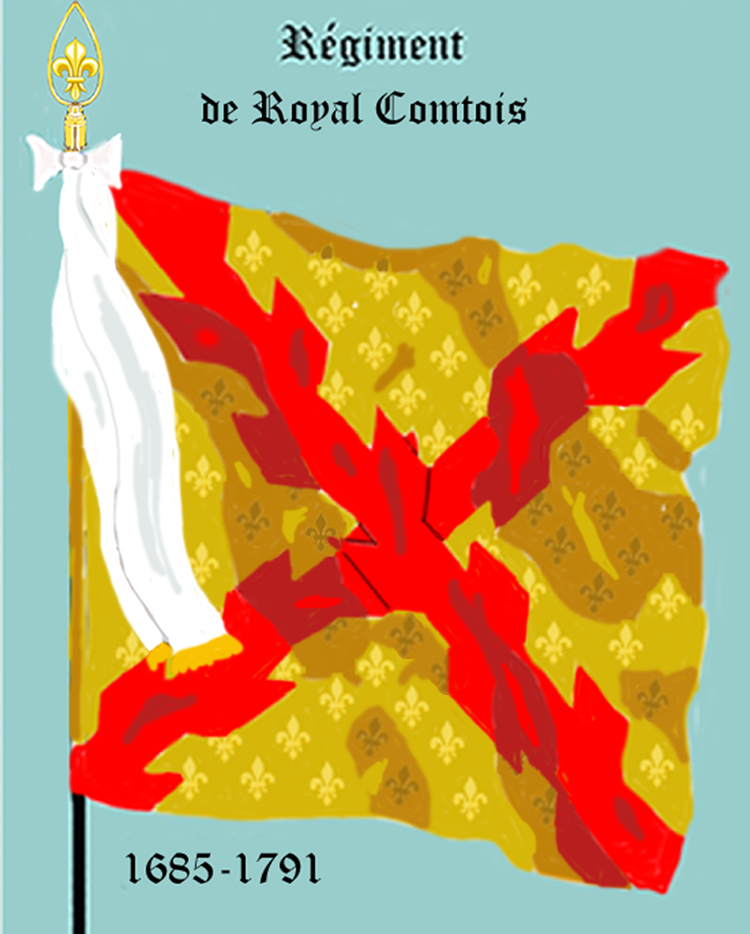
de 1685 à 1791
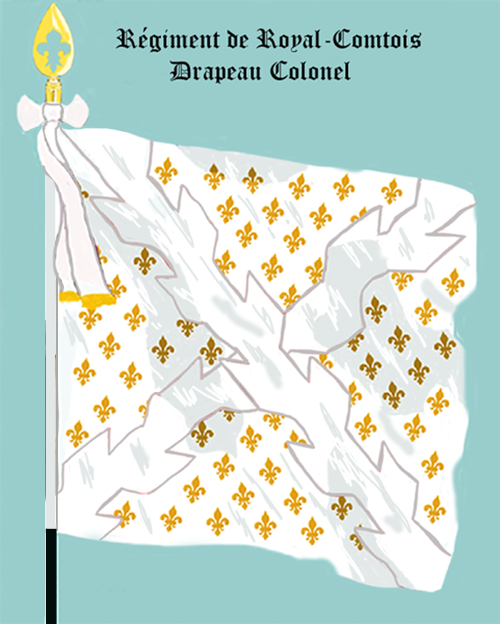
drapeau colonel

C'est l'ancien régiment de Listenois, qui prend le titre de « régiment Royal-Comtois » en 1685. Le 10 février 1749 il reçoit l'incorporation du régiment de Bassigny (1684-1749). Un bataillon du régiment qui se trouvait dans les colonies de la mer des Indes est amalgamé, le 18 août 1772, avec des détachements des régiments de Clare, d'Artois et de Normandie pour former les régiments coloniaux de l'Île-de-France et de l'Île-de-Bourbon. Par ordonnance du 30 janvier 1778, une compagnie du régiment forme le régiment des grenadiers royaux du Comté de Bourgogne (1778-1789). Le « régiment Royal-Comtois » est devenu depuis la Révolution le 60e régiment d'infanterie de ligne.
- Régiment Royal-Comtois
- de 1685 à 1791
- drapeau colonel

- Régiment Royal-Corse

Le régiment est créé par ordonnance du 10 août 1739, et formé à douze compagnies, par le maréchalJean-Baptiste Desmarets de Maillebois, commandant des troupes françaises en Corse. Engagé dans la guerre de Succession d'Autriche et dans la guerre de Sept Ans il est incorporé, par ordonnance du 21 décembre 1762, dans le régiment Royal-Italien, dont il forme le 2e bataillon. Une nouvelle ordonnance du 15 novembre 1765 reconstitue le régiment Royal-Corse à partir de neuf compagnies du régiment Royal-Italien. Le 26 avril 1775 l'infanterie corse de la Légion Corse, est incorporée dans le régiment Royal-Corse. Une ordonnance royale en date du 17 mars 1788 transforme les deux bataillons d'active et celui de dépôt en bataillons de chasseurs à pied. Le 1er bataillon prend le titre de Chasseurs royaux corses, le 2e bataillon le titre de Chasseurs corses, une partie de l'excédant du « régiment Royal-Corse » entre dans la composition des chasseurs du Roussillon et une autre fraction complète le bataillon des chasseurs cantabres.

Régiment Royal-Corse
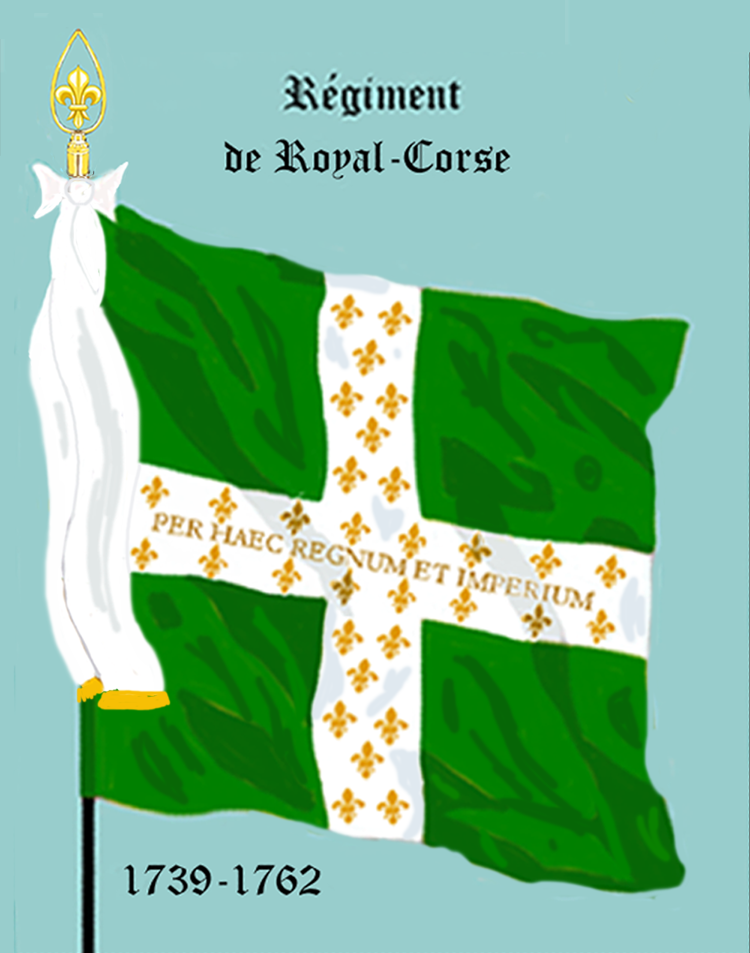
drapeau d’Ordonnance de 1739 à 1762
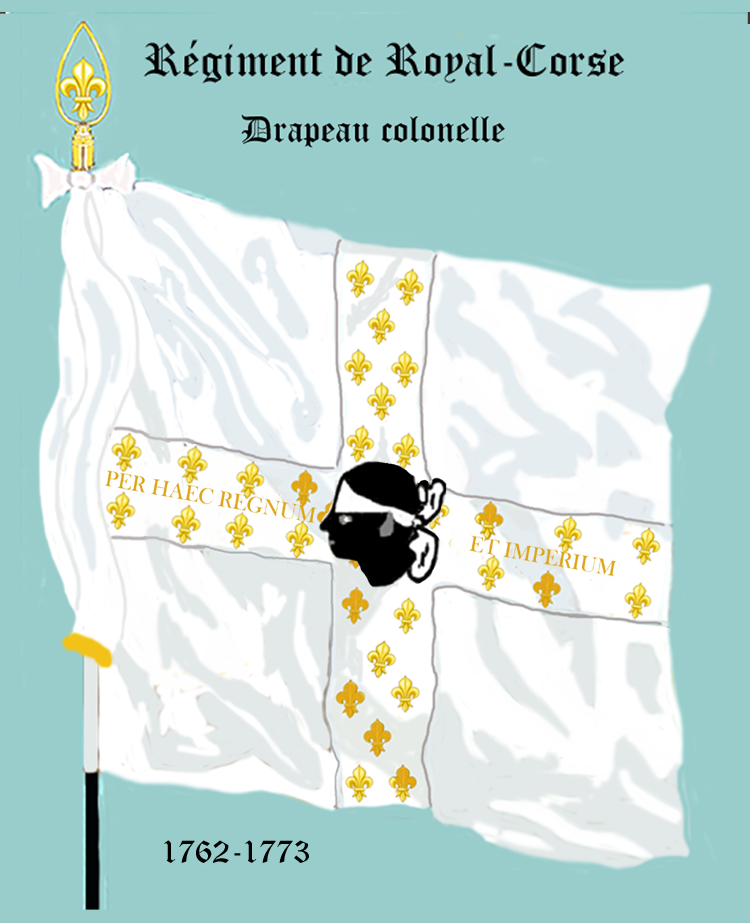
drapeau Colonel de 1765 à 1773
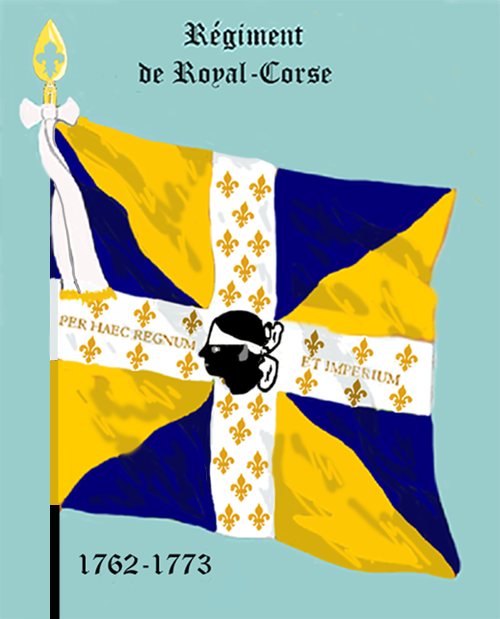
drapeau d’Ordonnance de 1765 à 1773
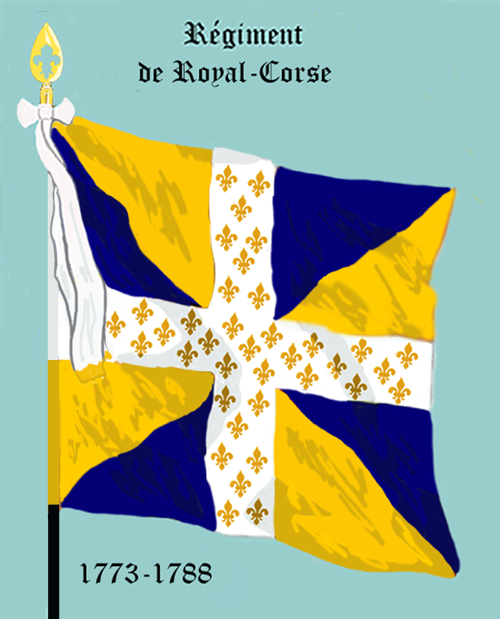
drapeau d’Ordonnance de 1773 à 1788

- Régiment Royal-Danois 

C'est l'ancien régiment de Yoël, qui prend le titre de « régiment Royal-Danois » le 15 août 1692 après avoir été donné au comte Christian de Guldenlew (où Gyldenloew), fils naturel du roi du Danemark Christian V. Le précédent colonel, François Yoël, en reste colonel-lieutenant et, dans le cadre de la guerre de la Ligue d'Augsbourg, mène le régiment à l'armée de Flandre en 1693, avec laquelle il se trouve bataille de Neerwinden, au siège de Charleroi en 1693, au bombardement de Bruxelles en 1695 puis à l'armée des Alpes en 1696 avec laquelle il assiste au siège de Valenza avant de rejoindre l'armée de Catalogne en 1697 et participe au siège de Barcelone en 1697. Le régiment est licencié le 11 février 1698.

Régiment Royal-Danois
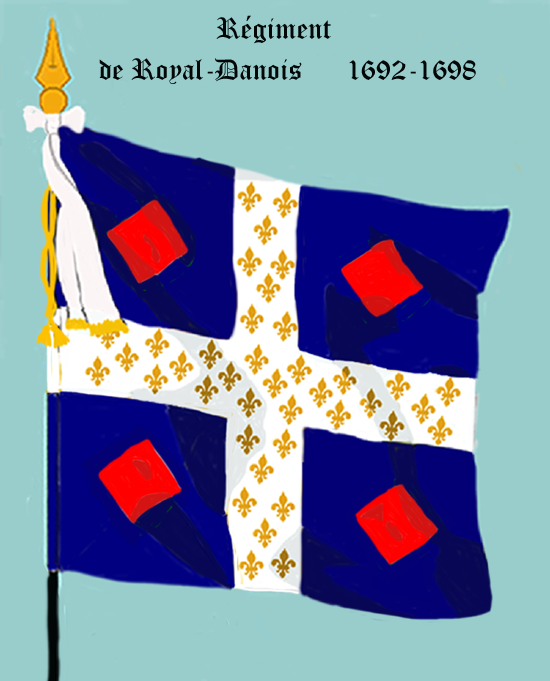
de 1692 à 1698

- Régiment Royal-Deux-Ponts 

Le régiment est levé, en vertu d'une commission, sous ce titre le 1er avril 1757, par Christian, duc de Deux-Ponts dans ses États. Il est engagé dans la guerre de Sept Ans et dans la guerre d'indépendance des États-Unis. Le « régiment Royal-Deux-Ponts » est devenu depuis la Révolution le 99e régiment d'infanterie de ligne.

Régiment Royal-Deux-Ponts
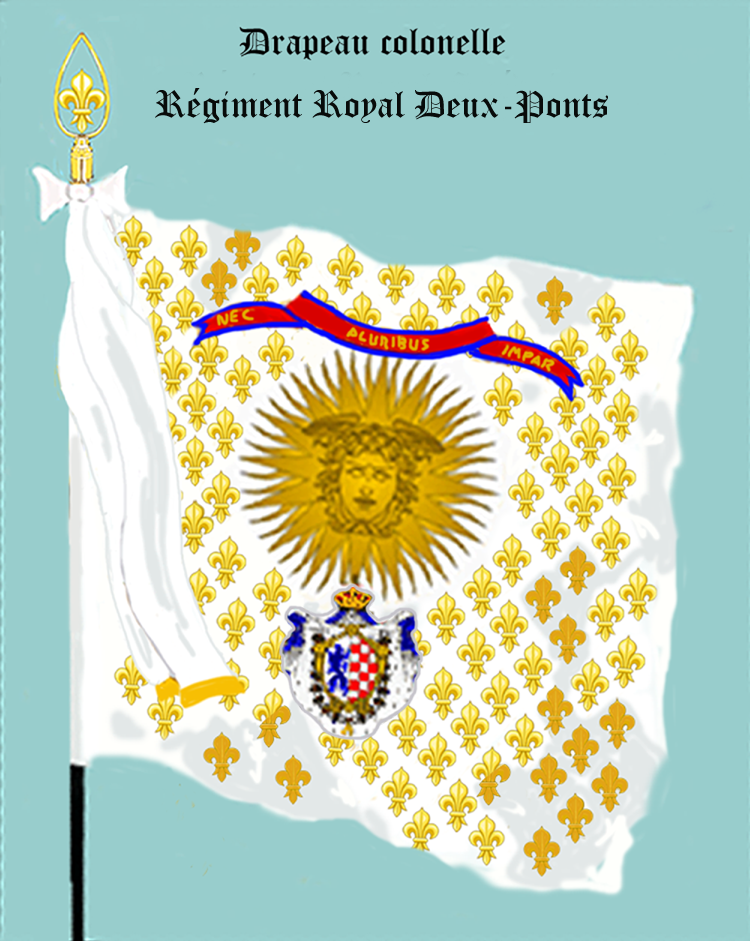
drapeau Colonel de 1757 à 1791
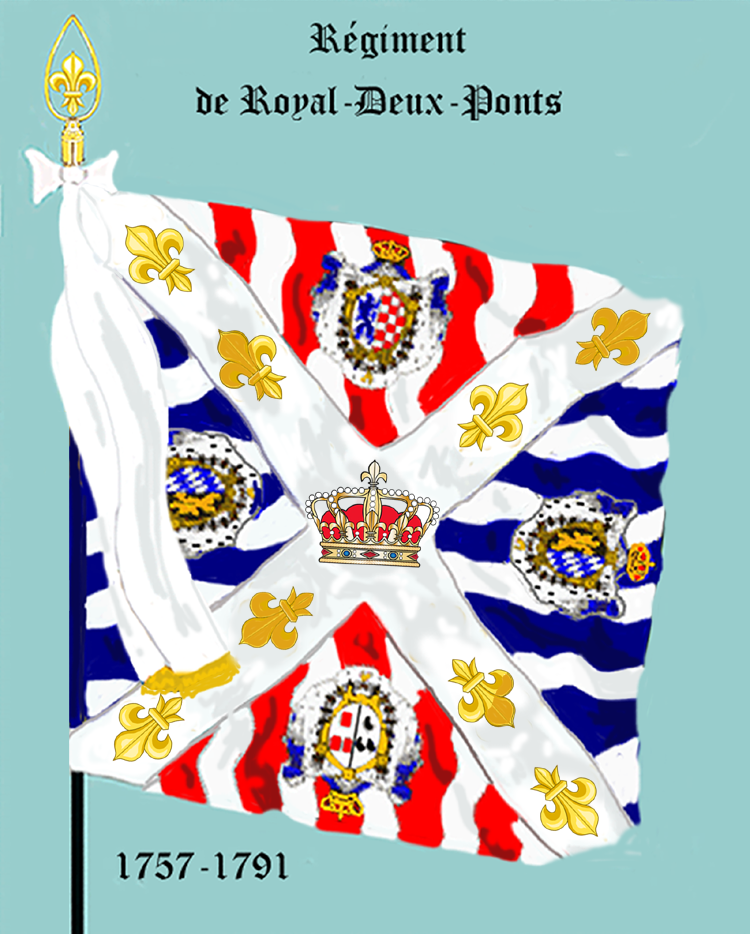
drapeau d’Ordonnance de 1757 à 1791

- Régiment Royal-Écossais

Le régiment est créé sous ce titre, le 1er août 1744. Engagé dans la guerre de Succession d'Autriche sous le commandement du colonel-lieutenant Louis de Drummond, duc de Perth, il sert à l'armée de Flandre en 1745 et participe à la bataille de Fontenoy, aux prises de Tournai, d'Audenarde, de Gand, d'Ostende et de Nieuport puis il s'embarque, le 26 novembre 1745, pour l'Écosse. Il fait les campagnes de 1746 et de 1747 en Écosse durant lesquels le comte de Drummond, est mortellement blessé, et meurt en octobre 1747. Il est remplacé le 8 novembre 1747 par Louis de Drummond, comte de Melfort qui mène l'unité à l'armée de Flandre en 1616 et participe au siège de Maastricht. Le 1er mars 1748 il reçoit l'incorporation du régiment d'Albany. Il se trouve au camp d'Aimeries en 1753 et au camp de Calais en 1756. Engagé dans la guerre de Sept Ans, il rejoint l'armée d'Allemagne en 1760 et participe à la défense de Marbourg, à la bataille de Villinghausen en 1761. Il est incorporé le 21 décembre 1762 dans le régiment de Bulkeley. Drapeaux aux armes d'Écosse. Habit bleu, veste, collet et parements rouges à l'écossaise, culotte blanche, poches en travers garnies de trois boutons, douze boutonnières blanches des deux côtés de l'habit, un seul rang de boutonnières sur la veste, trois sur les parements, boutons et galon de chapeau d'argent.

Régiment Royal-Écossais
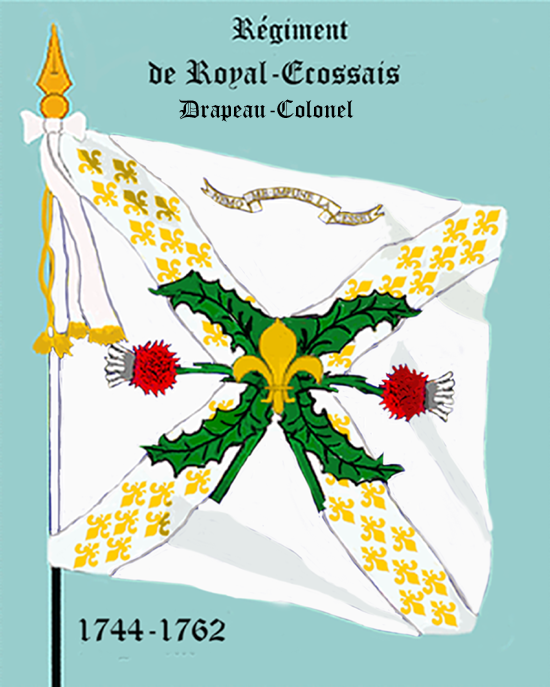
Drapeau Colonel
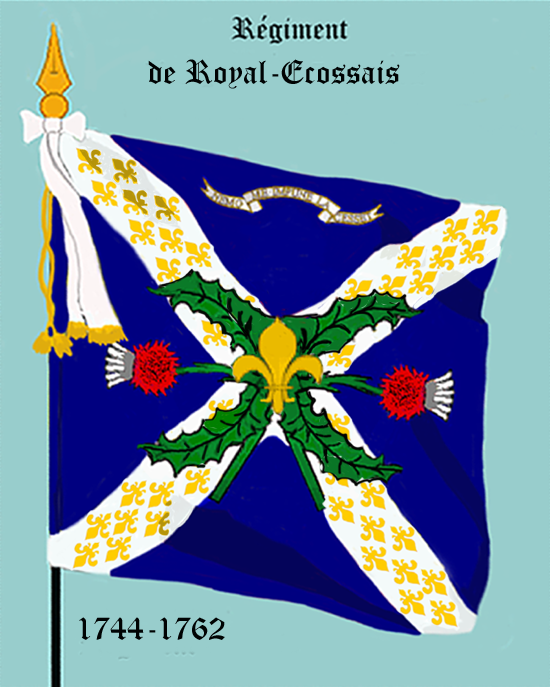
de 1743 à 1762

- Régiment Royal-Hesse-Darmstadt 

C'est l'ancien régiment Royal-Bavière, qui prend le titre de « régiment Royal-Hesse-Darmstadt » par ordonnance royale du 15 avril 1780. Il est devenu depuis la Révolution le 94e régiment d'infanterie de ligne.

Régiment Royal-Hesse-Darmstadt
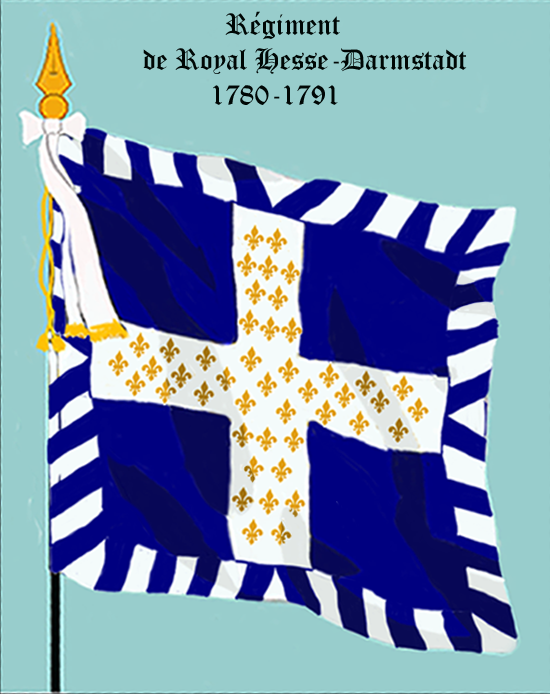
de 1780 à 1791

- Régiment Royal-Irlandais 

C'est l'ancien régiment du Duc d'York, qui prend le titre de « régiment Royal-Irlandais » le 22 mars 1657 et qui est renforcé par l'incorporation des régiments irlandais de Glatz, d'Inshinkin, de Fleissey, d'O'Sullivan, de Naper et de Digby, du régiment écossais Campbell et du régiment anglais de Reynell. Sous le commandement du colonel-lieutenant Jacques, chevalier d'Arcy, il est envoyé à l'armée d'Italie, puis revenu en Lorraine, il participe au siège de Marsal en 1663. Il est licencié le 24 février 1664.
- Régiment Royal-Italien (1651-1652) 

C'est l'ancien régiment de Degli Oddi], qui prend le titre de « régiment Royal-Italien » en mai 1651 et qui prend le nom de régiment de Mazarin-Italien en 1652.
- Régiment Royal-Italien  

Ce régiment est levé sous ce titre le 27 mars 1671, en Italie et en Piémont, par Bardo dei Bardi comte Magalotti dans le cadre de la guerre de Hollande. Le régiment se trouve au camp d'Aimeries-sur-Sambre en 1732. Par ordonnance du 21 décembre 1762, il reçoit l'incoporation du régiment Royal-Corse qui forme le 2e bataillon. Une nouvelle ordonnance du 15 novembre 1765 reconstitue le régiment Royal-Corse à partir de neuf compagnies du régiment Royal-Italien. Le 26 avril 1775 il reçoit l'incoproration du régiment de Tournaisis. Une ordonnance royale en date du 17 mars 1788 transforme les deux bataillons d'active et celui de dépôt en bataillons de chasseurs à pied. Le 1er bataillon prend le titre de Chasseurs royaux de Provence, le 2e bataillon le titre de Chasseurs royaux de Dauphiné et le bataillon de dépôt forme les Chasseurs du Roussillon.

Régiment Royal-Italien
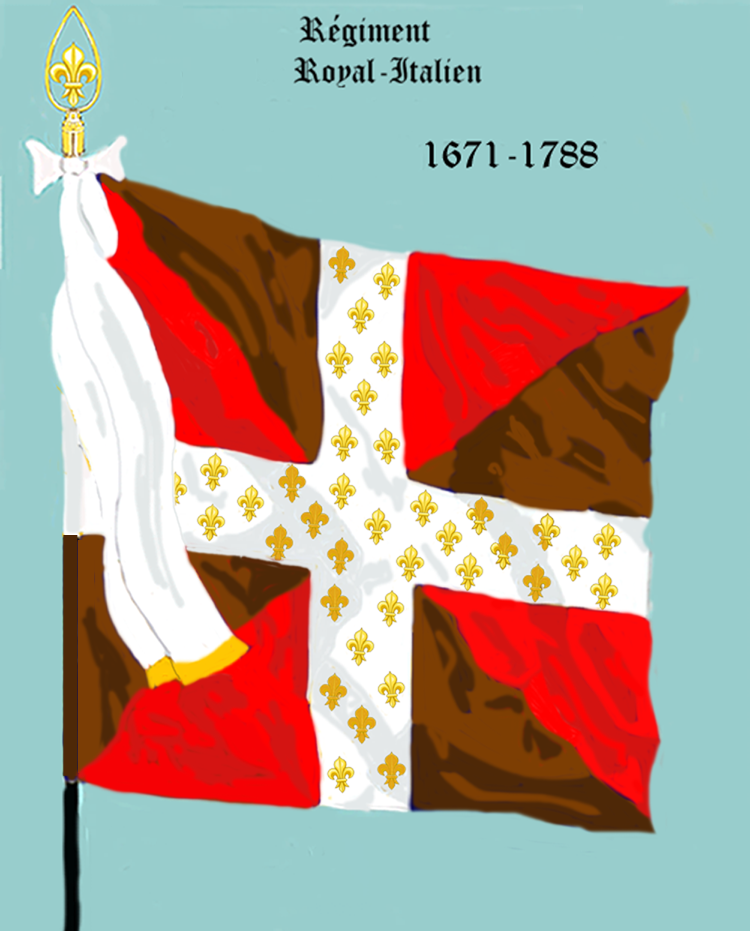
de 1671 à 1788

- Régiment Royal-La Marine également appelé régiment Royal-Marine

Ce régiment qui est levé sous ce titre le 24 décembre 1669. Le 30 décembre 1698 il reçoit l'incorporation du régiment de Sézanne. Par ordonnance du 30 janvier 1778, une compagnie du régiment forme le régiment des grenadiers royaux de la Bretagne. Le « régiment Royal-La Marine » est devenu depuis la Révolution le 60e régiment d'infanterie de ligne.

Régiment Royal-La Marine
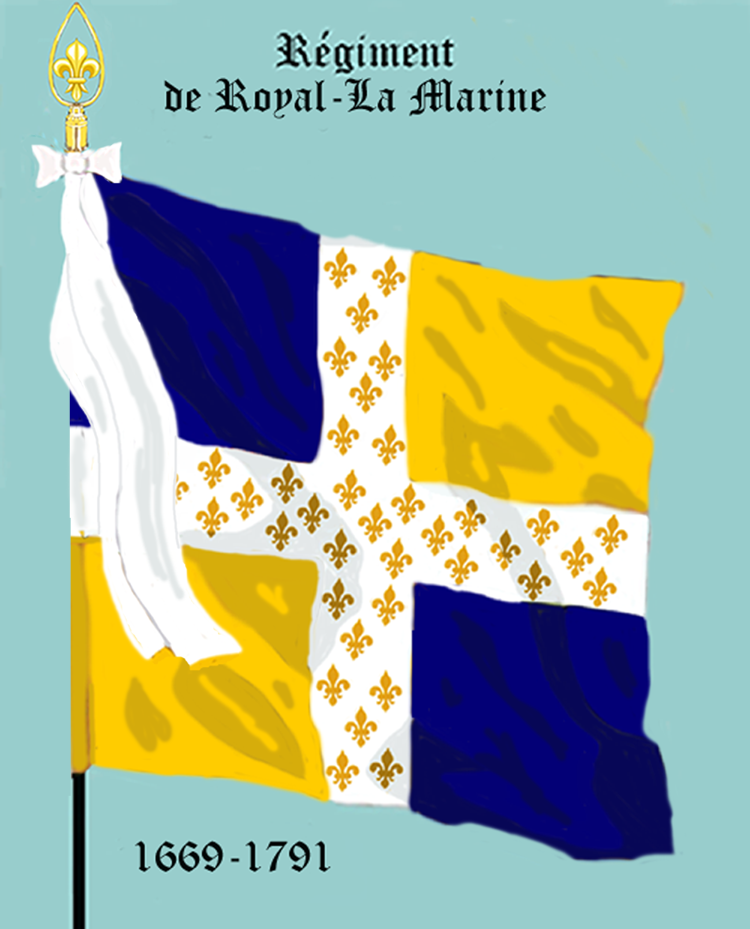
de 1669 à 1791
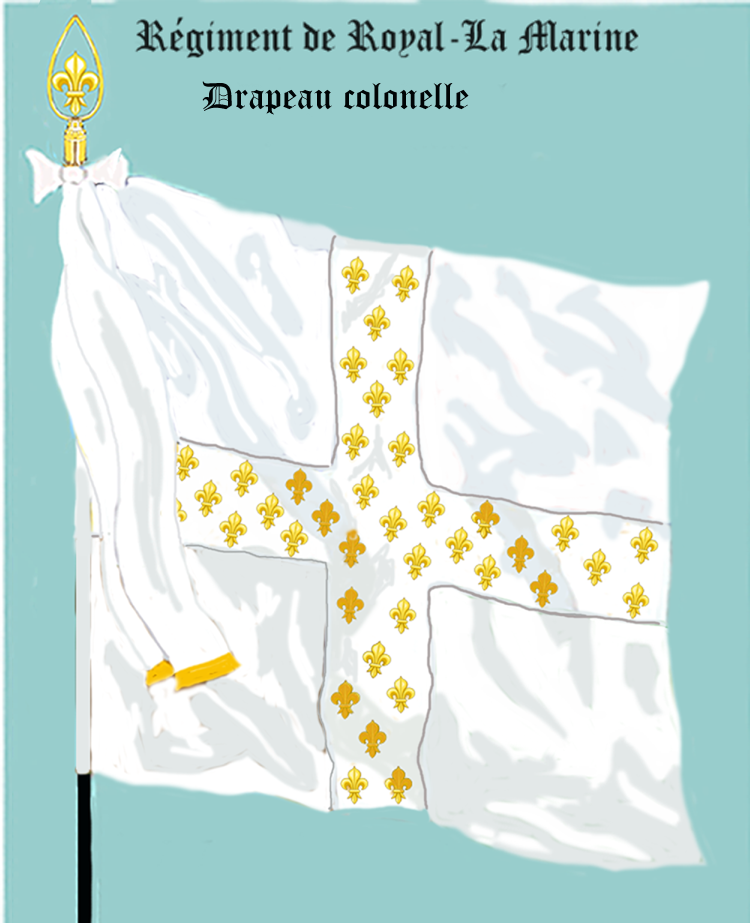
drapeau colonel

- Régiment Royal-Liégeois

Ce régiment est créé sous ce titre le 18 novembre 1787. Le « régiment Royal-Liégeois » est devenu depuis la Révolution le 101e régiment d'infanterie de ligne.

Régiment Royal-Liégeois
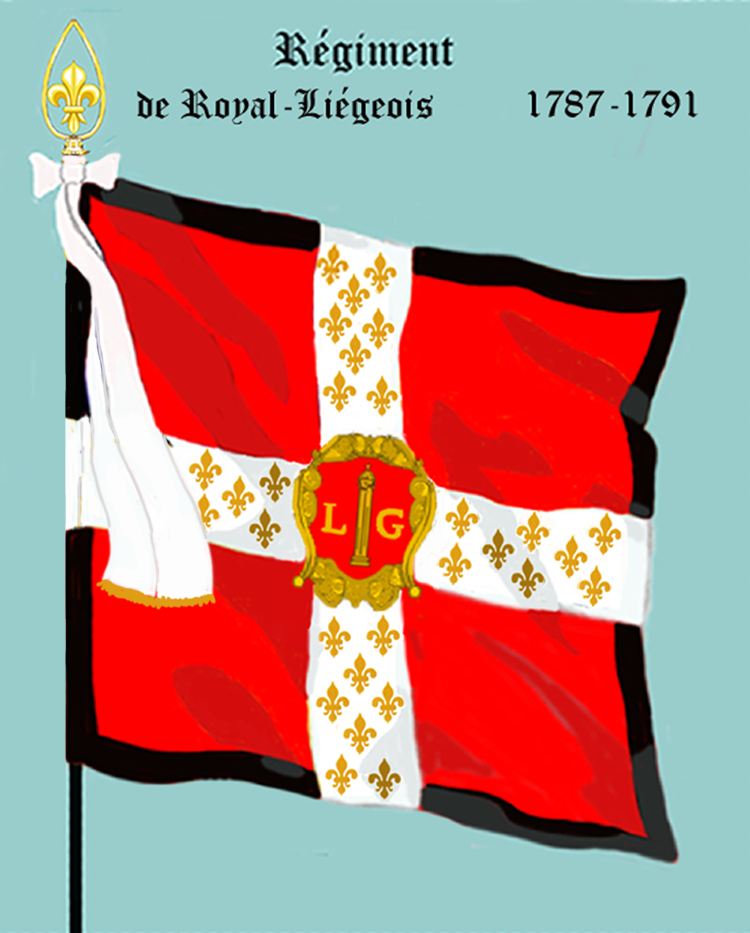
régiment Royal-Liégeois de 1787 à 1791

- Régiment Royal-Lorraine

Lerégiment est formé sous ce titre le 30 janvier 1744, avec des milices de Lorraine par Paul de Chaumont de La Galaisière, comte de Mareil. Engagé dans la guerre de Succession d'Autriche, il sert à l'armée du Rhin en 1744, se trouve au siège de Fribourg, il passe en Italie en juillet 1746 et participe à la défense de la Provence et à la conquête du comté de Nice en 1747. Il est réformé le 31 décembre 1748, les grenadiers sont versés dans le régiment des Grenadiers de France. Il est rétabli le 20 mars 1757 et composé avec les bataillons de milices de Mirecourt et de Neufchâteau. Engagé dans la guerre de Sept Ans, sous le commandement du colonel, Philippe de Chaumont de La Galaisière de Rivray, il sert à l'armée d'Allemagne, et se trouve à la bataille de Rosbach durant laquelle le colonel y est blessé et pris. Donné en 1761 à N. chevalier du Hautoy, il est licencié le 25 novembre 1762. Le régiment Royal-Lorraine avait cinq drapeaux. Ceux d'ordonnance étaient jaune et noir. Ce régiment porta d'abord l'habit jaune avec les parements noirs. En 1616, il avait l'habit gris-blanc avec les parements jaunes; boutons et galon de chapeau d'argent. En 1760, il a l'habit blanc, le collet et les revers noirs, les boutons jaunes, doubles poches en long à trois boutons, autant sur les manches, chapeau bordé d'or.

Régiment Royal-Lorraine
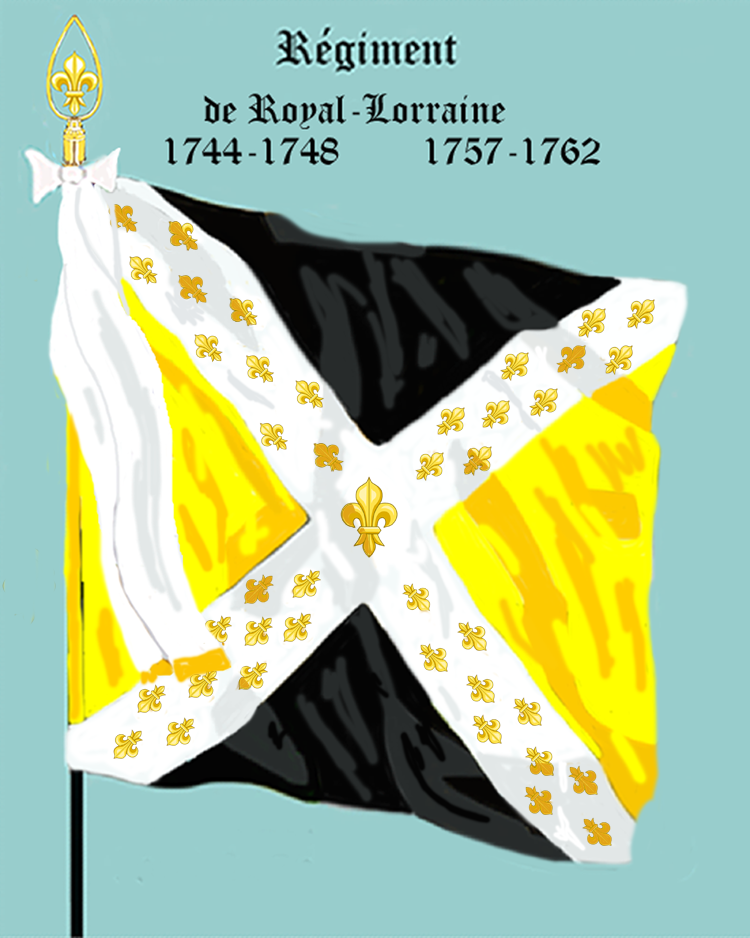
de 1744 à 1762
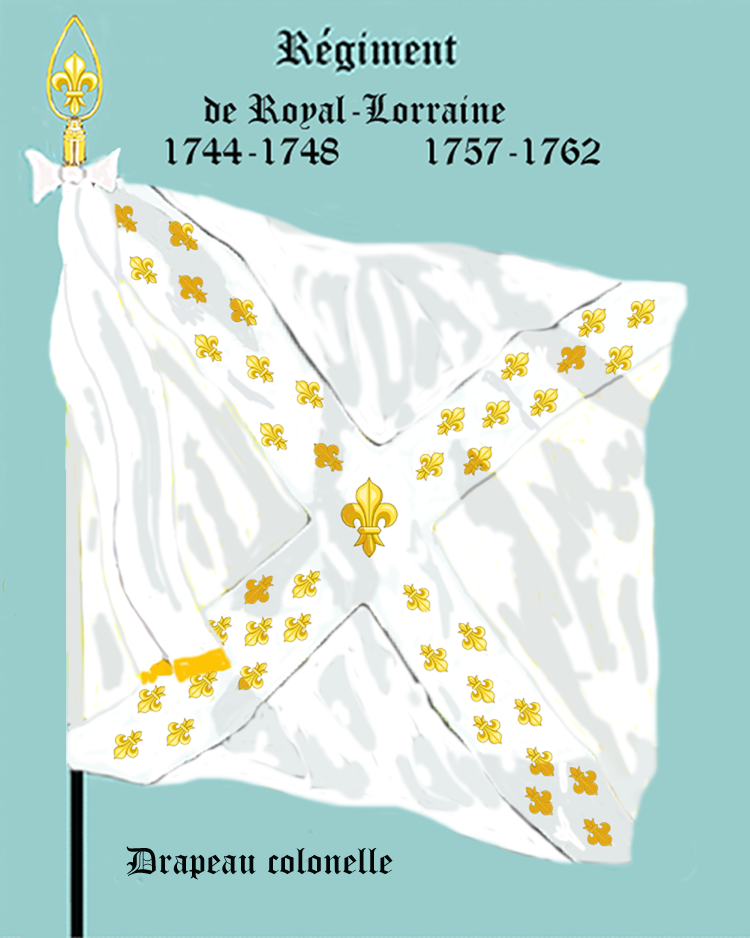
drapeau colonel

- Régiment Royal-Montferrat 

C'est l'ancien régiment de Montferrat, qui prend le titre de « régiment Royal-Montferrat » le 26 septembre 1690 après la défection du duc de Savoie Victor-Amédée. Engagé dans la guerre de la Ligue d'Augsbourg, il participe à la conquête de Nice et de la Savoie en 1691, à la bataille de La Marsaille en 1693, au siège de Valenza en 1696, il rejoint l'armée de Flandre, avec laquelle il se trouve au siège d'Ath en 1697. Il est donné le 12 janvier 1700 à François-Zénobe-Philippe, comte Albergotti qui le mène à l'armée d'Italie, dans le cadre de la guerre de Succession d'Espagne, et participe à la bataille de Carpi et de Chiari en 1701, à la défense de Crémone, et à la bataille de Luzzara en 1702. Il prend le nom de régiment des Gardes du Duc de Mantoue après avoir été donné le 17 septembre 1702 à Prosper de Gonzague, marquis de Luzzara.
- Régiment Royal-Pologne 

Le régiment est levé sous ce titre le 25 novembre 1747 par Pierre-Grégoire, comte d'Orlick de La Ziska. Engagé dans la guerre de Sept Ans, il rejoint l'armée d'Allemagne en 1757, et participe à la bataille de Hastenbeck, à la conquête du Hanovre, à la bataille de Rossbach en 1757, aux batailles de Sandershausen et de Lützelberg en 1758, et aux batailles de Bergen et de Minden en 1759. Il est incorporé le 18 janvier 1760 dans le régiment Royal-Suédois. Habit bleu, parements rouges bordés de bleu à la prussienne, sans boutons; collet rouge bordé de blanc; épaulette de drap rouge avec bouton et boutonnière blancs; doublure rouge; boutonnières blanches des deux côtés de l'habit jusqu'à la ceinture, et des boutons d'un côté seulement; pattes en travers garnies de quatre boutons et boutonnières; veste bleue, boutonnières blanches des deux côtés jusqu'à la taille, boutons d'un seul côté; trois boutons et boutonnières sur chaque patte; chapeau bordé d'argent.

Régiment Royal-Pologne
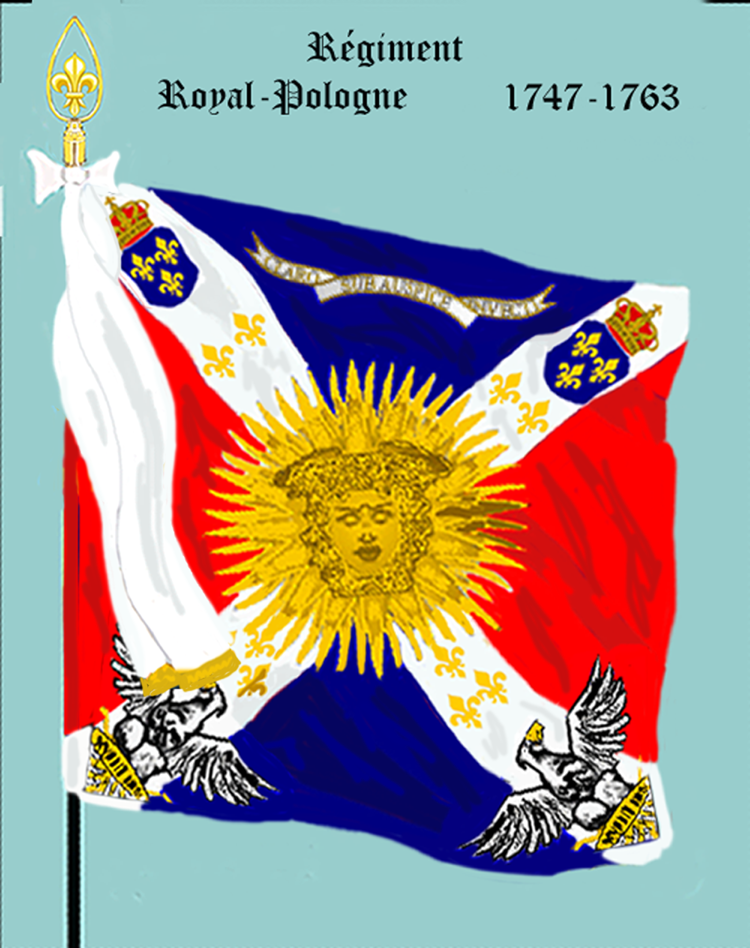
de 1747 à 1760

- Régiment Royal-Roussillon

C'est l'ancien régiment Royal-Catalan, qui prend le titre de « régiment Royal-Roussillon » le 27 janvier 1667. Le 10 août 1682 le régiment de Perri (1674-1682) est incorporé dans le régiment Royal-Roussillon. Par ordonnance du 30 janvier 1778, une compagnie du régiment forme le régiment des grenadiers royaux du Languedoc (1778-1789). Le régiment est devenu depuis la Révolution le 54e régiment d'infanterie de ligne.

Régiment Royal-Roussillon
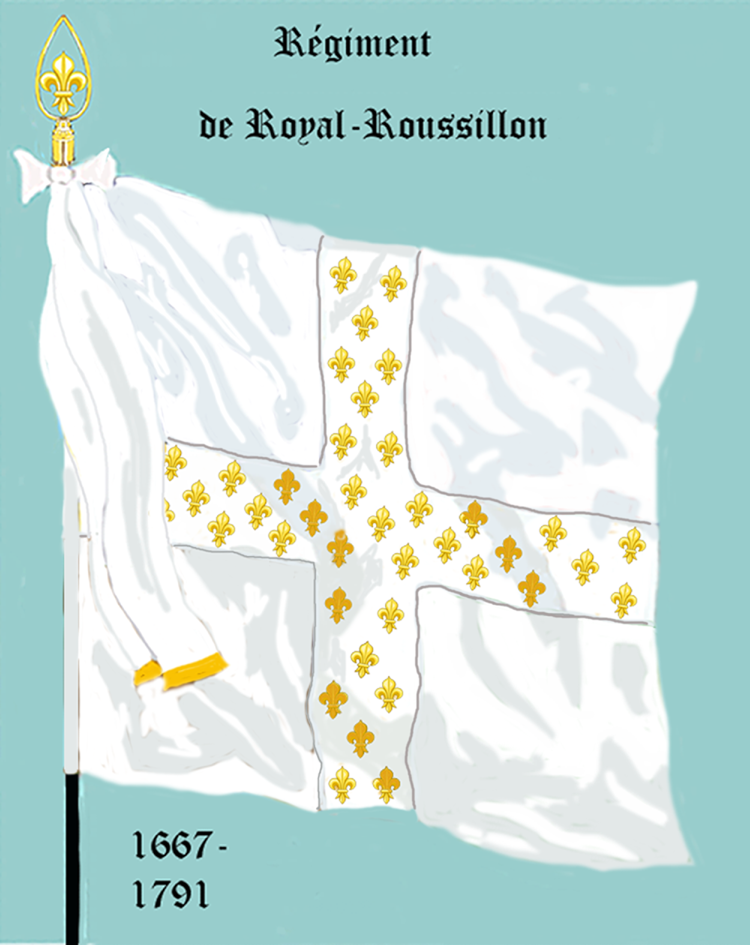
drapeau Colonel de 1655 à 1791
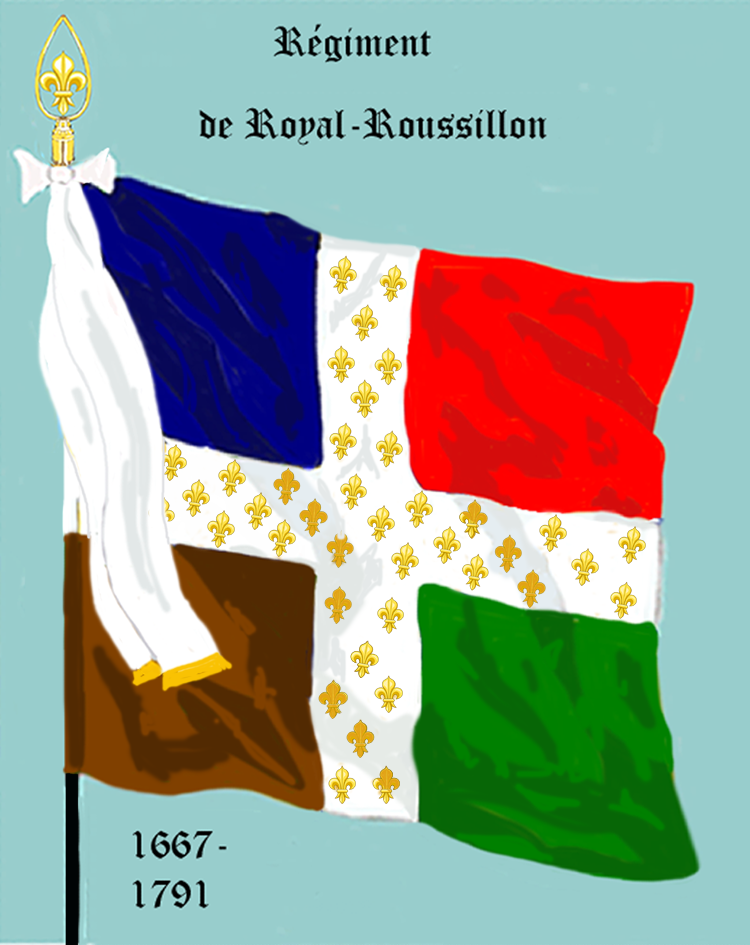
de 1667 à 1791

- Régiment Royal-Savoie 

C'est l'ancien régiment de Savoie, qui prend le titre de « régiment Royal-Savoie » le 26 septembre 1690 après la défection du duc de Savoie Victor-Amédée. Engagé dans la guerre de la Ligue d'Augsbourg, il participe à la bataille de Fleurus, en 1690, puis il reste dans les garnisons de Flandre jusqu'à la paix. Il est licencié le 30 décembre 1698.
- Régiment Royal Scots également appelé Royal Scots 

Le régiment est levé sous ce titre, le 19 janvier 1635, par N. Rutterford, comte de Théviot, pour participer à la guerre de Trente Ans. Affecté à l'armée de Picardie, il est spécialement employé à la garde des places mais il se distingue en 1648 à la bataille de Lens. Ce corps, qui a compté jusqu'à 20 compagnies, est incorporé dans le régiment de Douglas en 1662.
- Régiment Royal-Suédois 

C'est l'ancien régiment d'Appelgrehn, qui prend le titre de « régiment Royal-Suédois » le 19 décembre 1742 après avoir été donné à Josef Magnus Sparre, comte de Kronoberg. Le 18 janvier 1760 il reçoit l'incoproration du régiment Royal-Pologne. Le « régiment Royal-Suédois » est devenu depuis la Révolution le 89e régiment d'infanterie de ligne.

Régiment Royal-Suédois
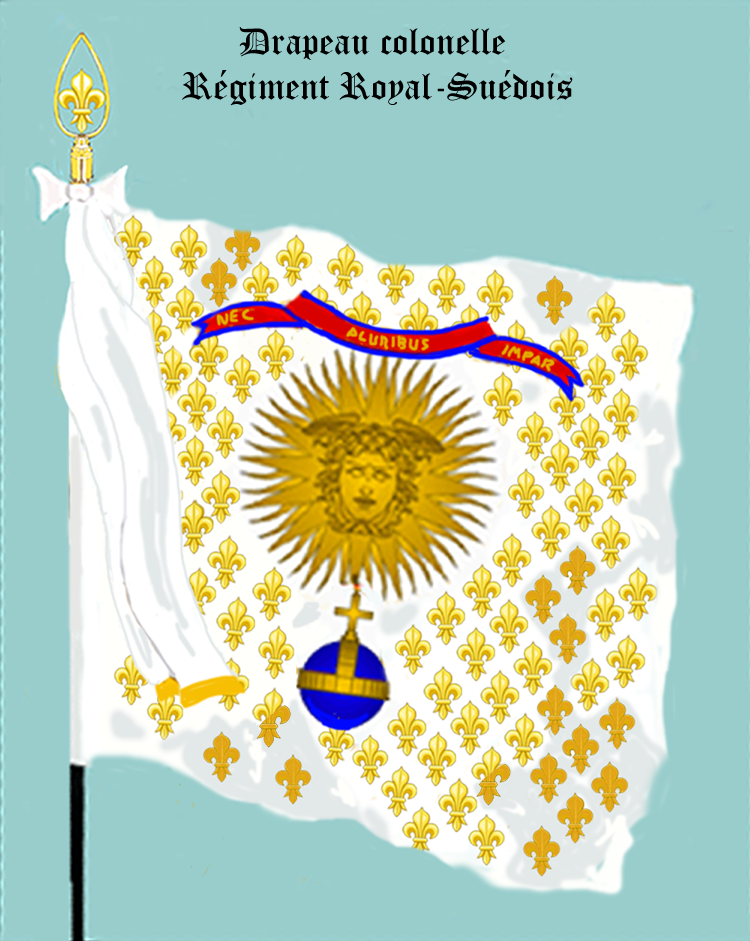
drapeau colonelle de 1760 à 1790
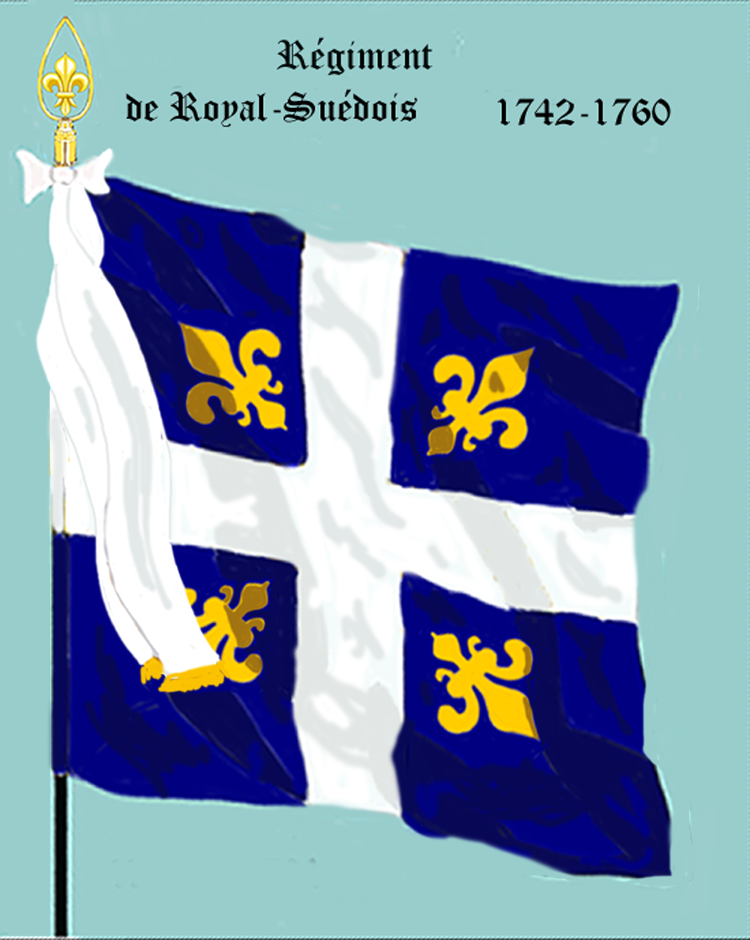
de 1742 à 1760
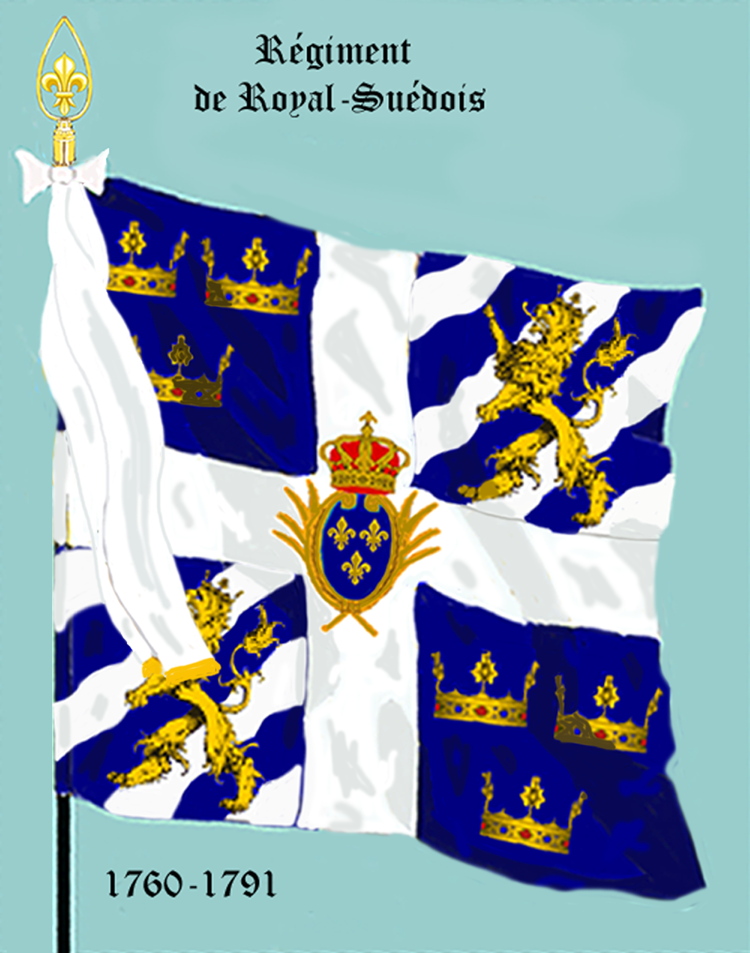
de 1760 à 1790

- Régiment Royal des Vaisseaux où Royal-Vaisseaux

C'est l'ancien régiment des Vaisseaux-Provence, qui prend le nom de « régiment Royal des Vaisseaux » (également appelé « Royal-Vaisseaux ») le 20 septembre 1669. Le 30 juillet 1715 il reçoit l'incorporation d'une partie du régiment de Vallouze (1708-1715). Un bataillon du régiment qui se trouvait aux Antilles est amalgamé, le 18 août 1772, avec des détachements des régiments de Bouillon, de Périgord, de Médoc et de Limousin pour former les régiments de la Martinique et de la Guadeloupe. Par ordonnance du 30 janvier 1778, une compagnie du régiment forme le régiment des grenadiers royaux de la Bretagne. Le « régiment Royal des Vaisseaux » est devenu depuis la Révolution le 43e régiment d'infanterie de ligne.

Régiment Royal des Vaisseaux
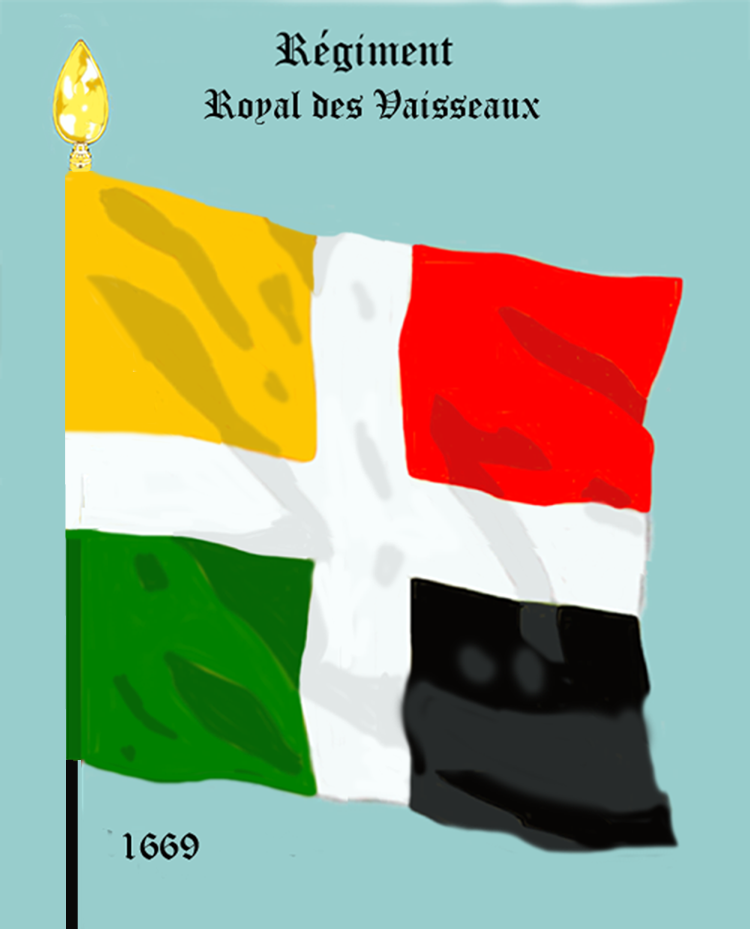
en 1669
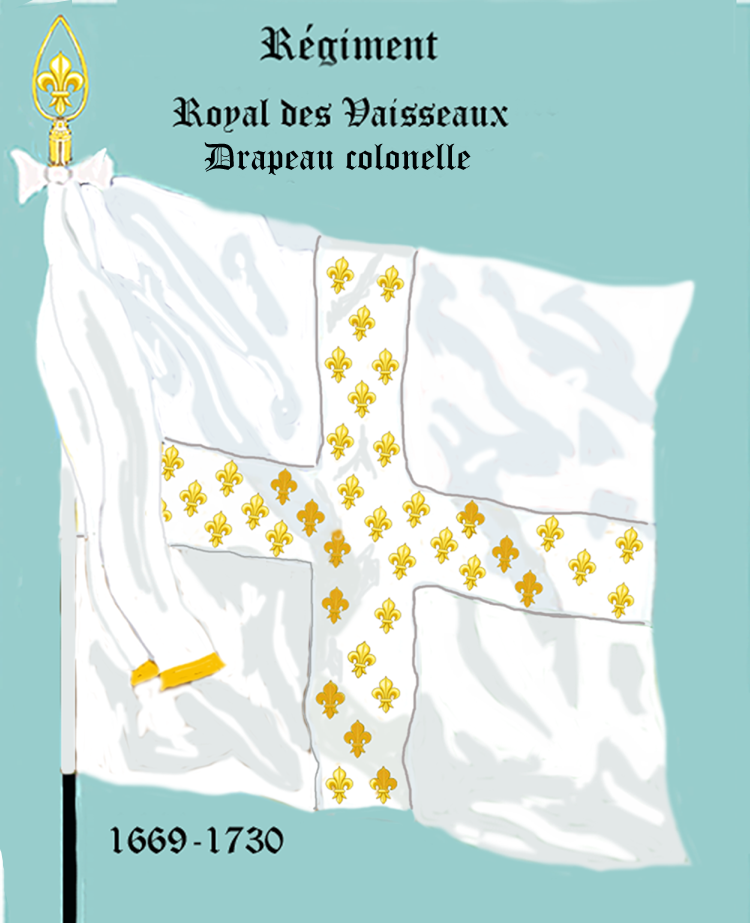
drapeau colonel de 1669 à 1730
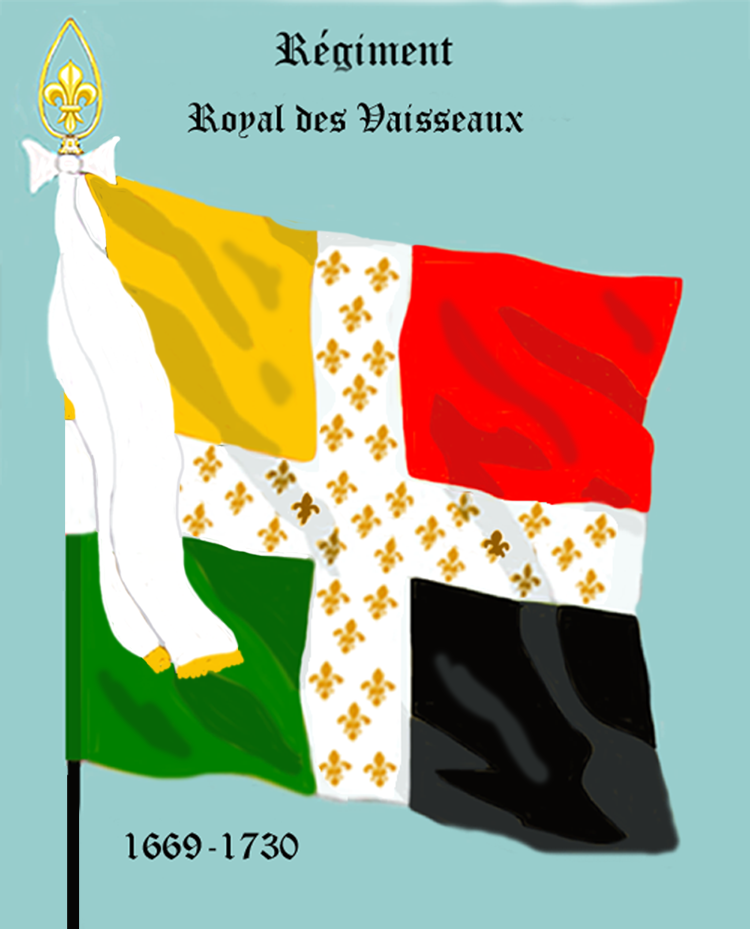
de 1669 à 1730
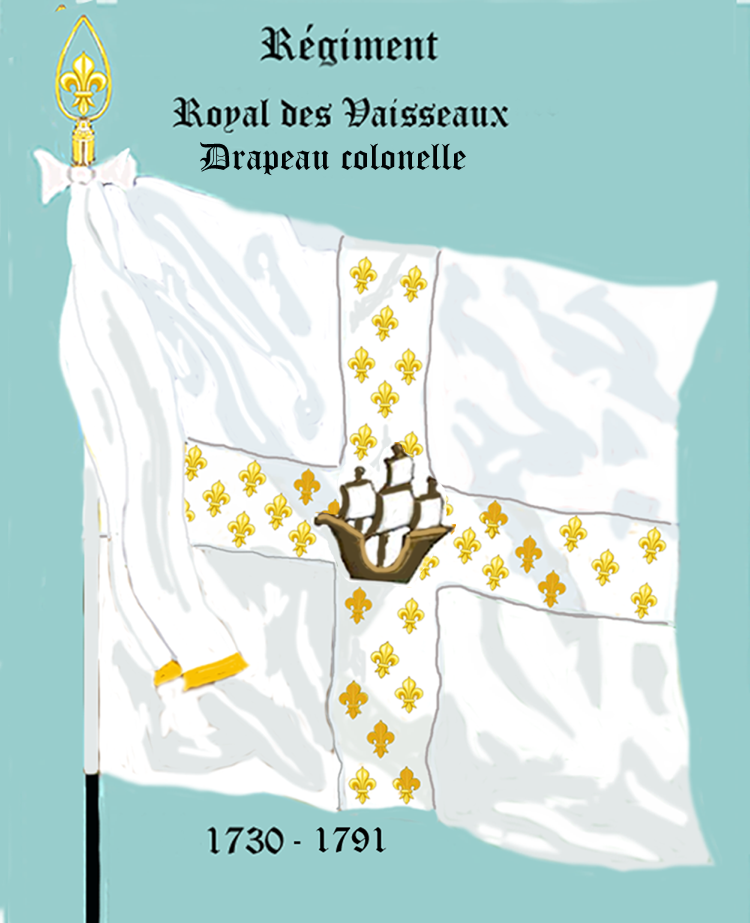
drapeau colonel de 1730 à 1791
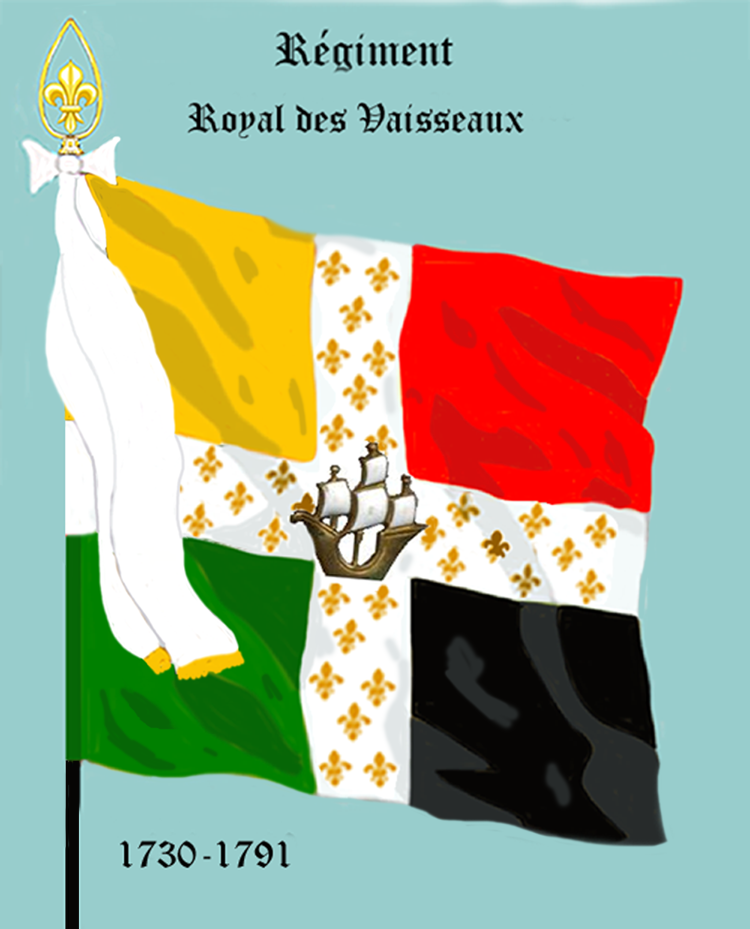
de 1730 à 1791

- Régiment Royal-Wallon (1673-1678) 

Le régiment est levé sous ce titre, en juillet 1673, par N. duc de Croï. Engagé dans la guerre de Hollande, il sert à l'armée d'Allemagne et est licencié en 1678.
- Régiment Royal-Wallon (1744-1748) 

Le régiment est créé sous ce titre, le 1er juillet 1744. Engagé dans la guerre de Succession d'Autriche sous le commandement du colonel Hyacinthe-Joseph de Boower, comte de Bergeyck, il sert dans l'armée de Flandre, participe au siège de Bruxelles et à la bataille de Rocoux en 1746, à la bataille de Lauffeld et au siège de Berg-op-Zoom en 1747, et au siège de Maastricht en 1616. Il est licencié le 18 décembre 1748. Le régiment avait six drapeaux, dont un blanc colonel et cinq d'ordonnance ainsi dessinés : deux carrés
verts, un carré blanc et un carré jaune opposés; croix semée de fleurs de lys d'or; lion noir au centre de la croix. La tenue se composait d'habit, veste et culotte bleus, parements rouges, boutons et boutonnières jaunes, chapeau bordé d'or.

Régiment Royal-Wallon (1744-1748)
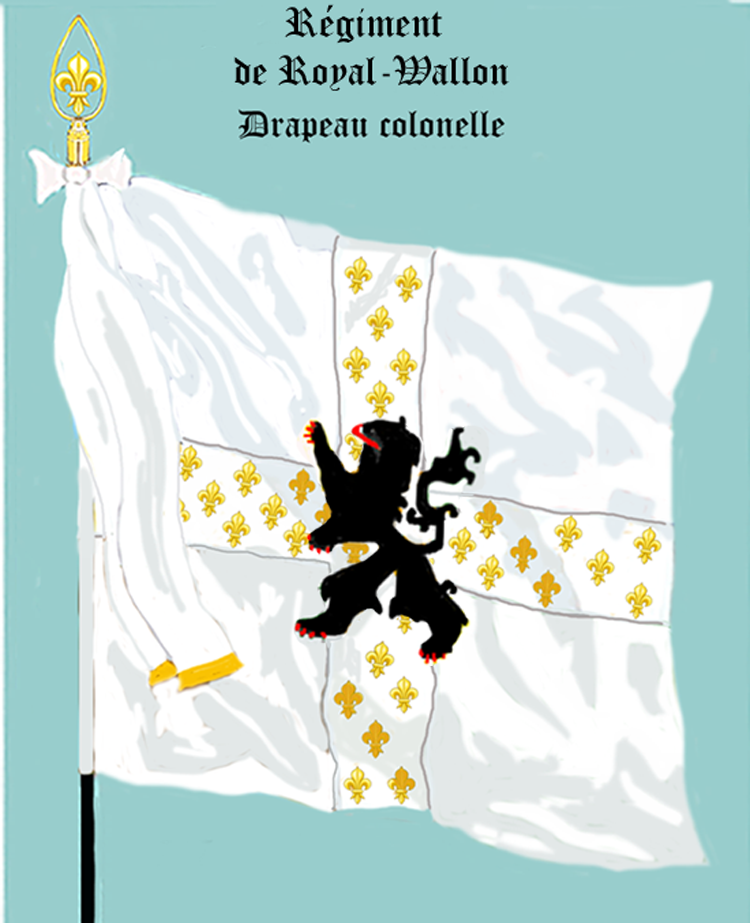
drapeau colonel
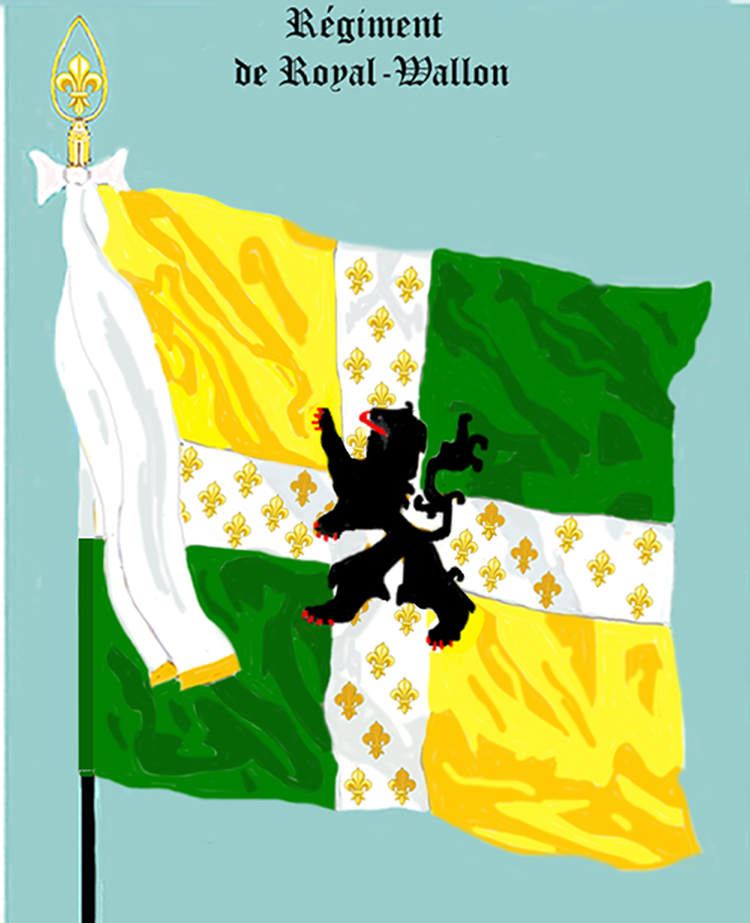
de 1744 à 1748

- Régiment de Royan (1590-1591)

C'est l'ancien régiment de La Trémouille (1587-1588), qui est rétabli sous le nom de « régiment de Royan » le 2 avril 1590 dans le cadre de la huitième guerre de Religion. Le régiment sert en Poitou et est licencié en 1591.

Régiment de Royan (1761-1762)
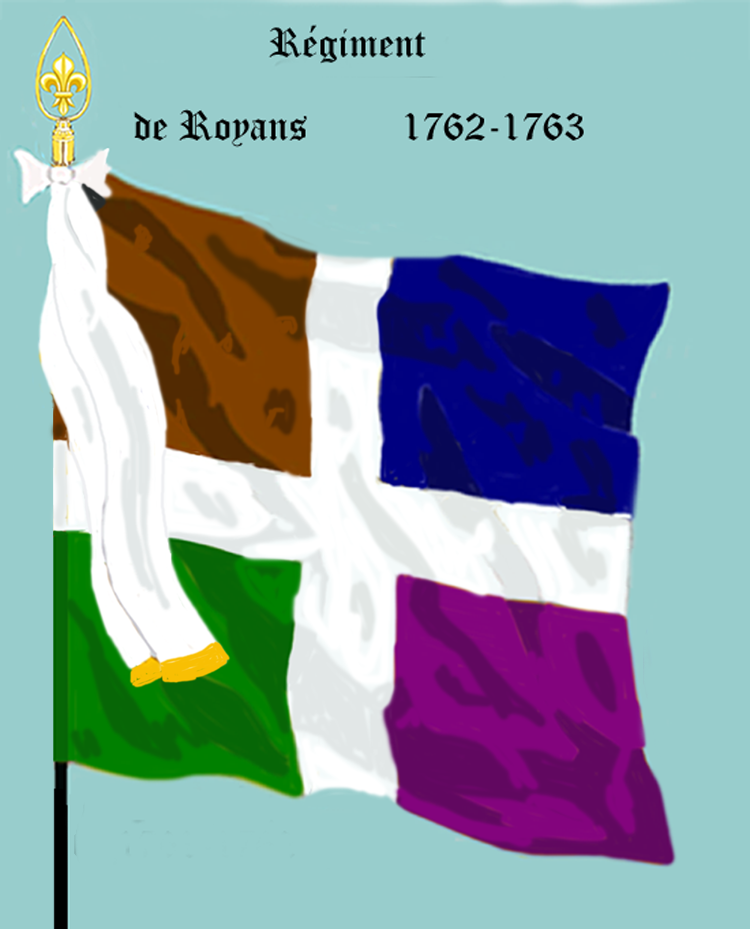
de 1761 à 1762

C'est l'ancien régiment de La Roche-Aymon, est renommé « régiment de Royan » en 1761 et qui prend le titre de régiment de Hainaut en 1762.
- Régiment de Royan (1761-1762)
- de 1761 à 1762

- Régiment de Roze

Le régiment est levé le 26 avril 1702 par N. de Roze. Engagé dans la guerre de Succession d'Espagne il sert à l'armée du Rhin. Il prend le nom de régiment de Provenchères après avoir été donné en 1704 à N. de Provenchères.
- Régiment de Rozières

Le régiment est levé le 8 octobre 1702 par N. de Rozières. Engagé dans la guerre de Succession d'Espagne il sert dans l'armée de Flandre. Il prend le nom de régiment de Chevron après avoir été donné en 1707 à N. de Chevron.
- Régiment de Rubempré

Ce régiment est levé en 1588 par André de Bourbon de Rubempré, dans le cadre de la huitième guerre de Religion. En 1589, il participe aux défenses de Tours et de Gournay-en-Bray. Pris à Gournay-en-Bray par Charles duc de Mayenne et dispersé en 1590.
- Régiment de Rumfort 

Ce régiment protestant est levé en avril 1587, dans le Dauphiné, dans le cadre de la huitième guerre de Religion, par N. de Rumfort. Le régiment participe à la reprise de Montélimar et est licencié la même année.
- Régiment de Ruppelmonde 

Ce régiment wallon passe le 1er février 1707 de la solde de l'Espagne à celle de France. Sous le commandement du colonel N. marquis de Ruppelmonde, il est engagé dans la guerre de Succession d'Espagne il sert dans l'armée de Flandre. Il prend le nom de régiment de Bournonville (1711-1712) après avoir été donné en 1711 à N. de Bournonville.
- Régiment de Ruvigny

Le régiment est levé le 9 juin 1644 par Henri de Massué, marquis de Ruvigny dans le cadre de la guerre de Trente Ans. Affecté à l'armée d'Italie, il est licencié en 1644.
- Régiment de Ruys

C'est l'ancien régiment de Laval, qui est renommé « régiment de Ruys » après avoir été donné en 1712 à N. de Ruys. Engagé dans la guerre de Succession d'Espagne il est licencié en mai 1713 .
- Régiment de Ryaux

Le régiment est levé le 7 juillet 1621 par N. de Ryaux, dans le cadre de la répression organisée contre les Huguenots. Il participe au siège de Montauban et est licencié le 14 février 1623 après le traité de Montpellier.